# Presidente del Perú
La presidenta constitucional de la República del Perú es la jefa de Gobierno y de Estado, y como tal personifica a la nación peruana, es la jefa del Poder Ejecutivo y jefa suprema de las Fuerzas Armadas y Policiales del Perú. Su cargo corresponde a la más alta magistratura del país y a la funcionaria pública de mayor jerarquía. Desde el 7 de diciembre de 2022 el cargo es ejercido por Dina Boluarte, quien asumió el cargo por sucesión presidencial.
Quien ostente la presidencia ejerce sus funciones desde la Casa de Gobierno (mención con la que se datan los documentos oficiales), ubicada en el centro histórico de Lima. La presidencia del Perú es ejercida por un período de cinco años, sin la posibilidad de reelección inmediata; ni siquiera en el caso de haberlo desempeñado como interino, provisional o sustituto. La Presidencia de la República solo es renunciable por causa grave, que deberá ser calificada por el Congreso de la República; el puesto también podrá ser sujeto a un proceso de revocación por medio de una votación popular. En caso de muerte, destitución o renuncia, asume, de manera inmediata y provisional el cargo, la persona titular de la presidencia del Congreso; si la ausencia es el día de la toma de posesión, el mandatario provisional sería el presidente del Congreso; si la falta absoluta es producto de un proceso de revocación de mandato, corresponde el ejercicio provisional del cargo al presidente del Congreso; en todos los casos después, con las reservas que contempla la constitución, corresponde al Congreso nombrar un sustituto o interino. Sin embargo, luego de un período constitucional al término de su mandato, no puede volver a postular. La ceremonia de cambio de mando, con la imposición de la banda presidencial, se lleva a cabo en el Palacio Legislativo ante el pleno del Congreso de la República ordinariamente cada cinco años el 28 de julio, salvo se suscite circunstancias excepcionales, tales como vacancia presidencial.
Le corresponde, como mandato genérico, dirigir la política general del gobierno y la administración del Estado. Si bien su papel, título y significación han experimentado cambios a lo largo de la historia, al igual que su posición y relaciones con los demás actores de la organización política nacional, ha sido y es la figura más destacada de la vida política del país. La Constitución Política del Perú vigente, promulgada en 1993, establece los requisitos, los derechos y las obligaciones que debe cumplir. Como parte del funcionariado público recibe un sueldo mensual de S/ 15 500.
Recibe el tratamiento protocolar de Excelentísima Señora, acompañado de su grado académico y nombre: Excelentísima Señora Presidenta Constitucional de la República, (seguido del nombre del titular). Del mismo modo, recibe los demás tratamientos y honores que le corresponden según el Decreto Supremo 096-2005-RE sobre Ceremonial de Protocolo del Estado y Regional.

### Imperio incaico

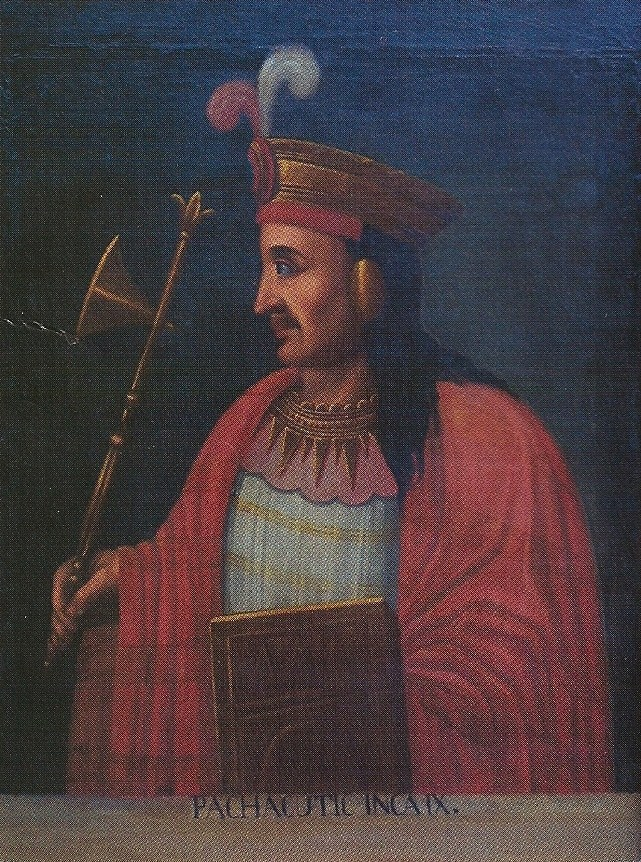
Pachacútec, noveno Sapa Inca del Tahuantinsuyo.

## Antecedentes

### Virreinato del Perú

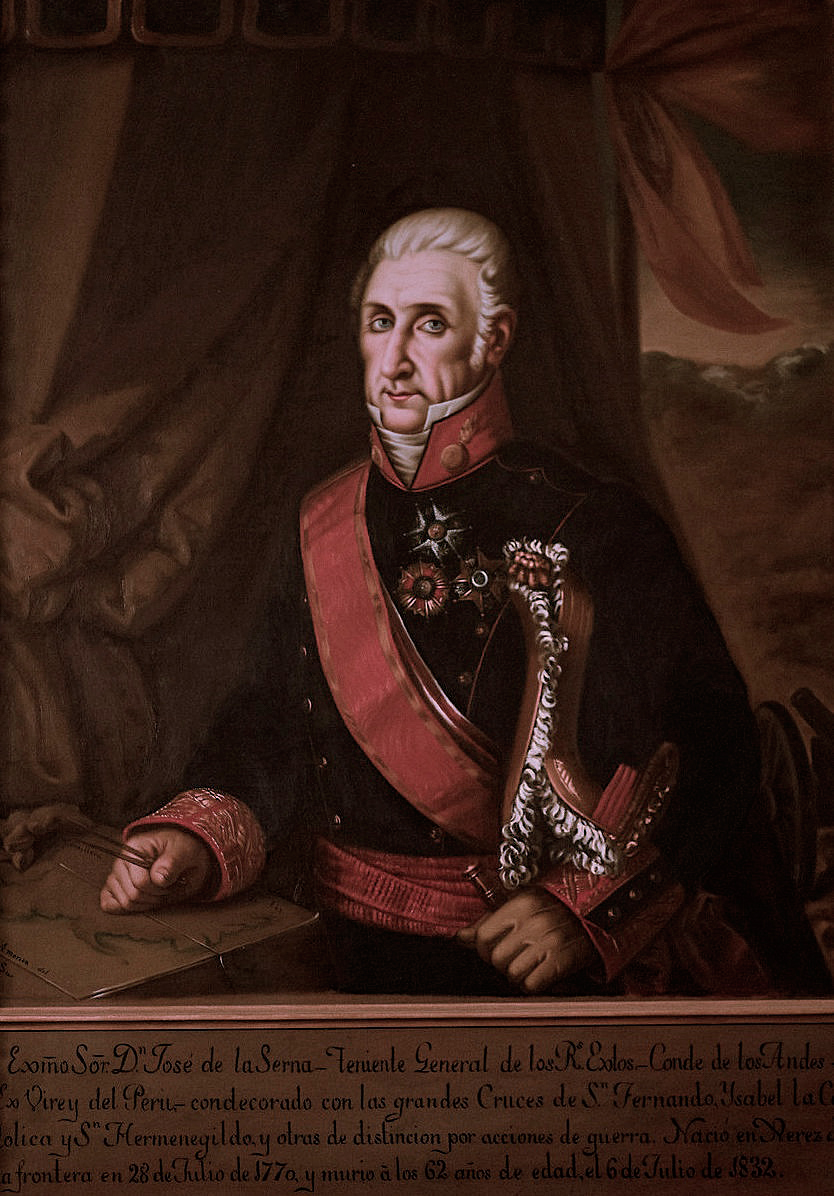
José de la Serna, último virrey del Perú (1821-1824)

En 1532, los españoles llegaron al territorio del Tawantinsuyo y lograron establecer una dependencia hispana. Esta relación política empezó como gobernaciones correspondientes a los conquistadores, con el título de gobernador. La Gobernación de la Nueva Toledo bajo la tutela de Diego de Almagro, que nunca se consolidó, tuvo como capital a la ciudad del Cusco. La Gobernación de la Nueva Castilla al mando de Francisco Pizarro tuvo como capital a la Ciudad de los Reyes, como también se llamó inicialmente a Lima, y fue sobre la que se instituyó el virreinato tras las guerras civiles.
En 1542, se estableció el virreinato del Perú cuyo gobierno lo ostentaba el representante del Rey de España con el título de virrey del Perú. Este período tuvo solo dos etapas correspondientes a las dos dinastías españolas: las casas de Habsburgo y de Borbón, y tuvo una duración de 282 años desde su establecimiento hasta la Capitulación de Ayacucho en 1824, no obstante haberse independizado el Perú en 1821. El virrey José Fernando de Abascal fue el encargado de centralizar el poderío político y militar español en el Perú. Joaquín de la Pezuela y José de la Serna enfrentaron a los ejércitos libertadores y el último de ellos firmó la capitulación. Finalmente, Pío Tristán fue el virrey interino encargado de traspasar el poder a los patriotas.
El Acta de Independencia se firmó en Lima el 15 de agosto de 1821 y poco después se dejó encargado al gobierno a José de San Martín con el título de protector; después, el poder legislativo ocupó el ejecutivo.

## Instauración del cargo

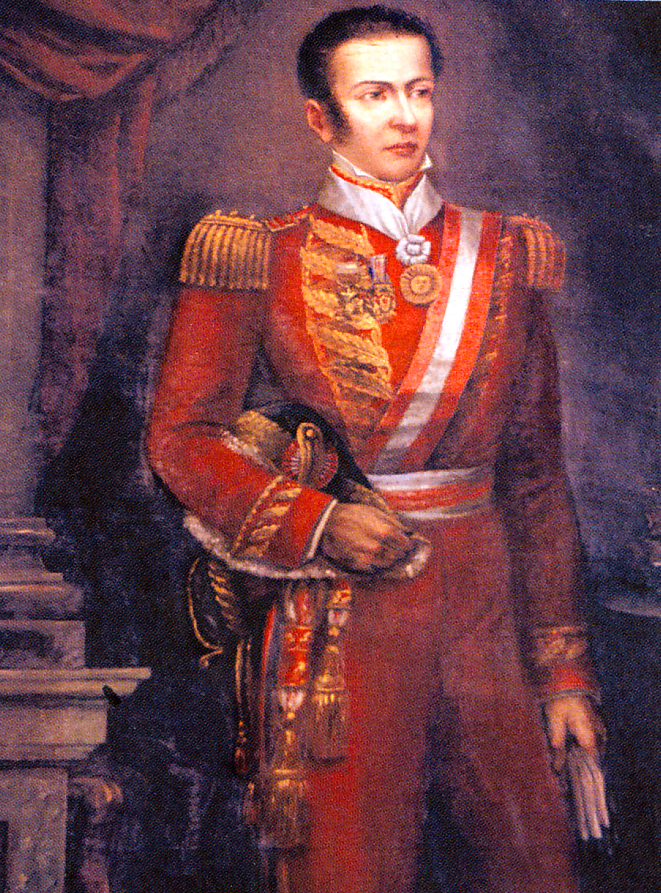
José de la Riva-Agüero, primer presidente del Perú

Tras la partida del Perú del general José de San Martín, protector del Perú, se conformó el Congreso Constituyente del Perú (1822), que, tras el motín de Balconcillo, nombró a José de la Riva Agüero como el primer presidente de la república de la historia del Perú. Desde entonces, esa ha sido la principal denominación que han ostentado la gran mayoría de los jefes de Estado del Perú. La primera Constitución Política de 1823 (posterior al nombramiento de Riva Agüero) reconoce el cargo y dice expresamente en su artículo 72 «Reside exclusivamente el ejercicio del Poder Ejecutivo en un ciudadano con la denominación de presidente de la república».

### Título
El cargo genérico que han desempeñado los gobernantes del Perú ha sido presidente del Perú. En la actualidad, los presidentes usan ese título remarcando su carácter y origen constitucional: presidente constitucional de la república.
Asimismo, dada la cantidad de golpes de Estado y gobiernos provisorios que ha tenido el Perú, el gobierno ha sido muchas veces encargado a juntas de gobierno y, por ello, muchos gobernantes no han usado el título de presidentes de la república.

## Funciones

### Historia: principales constituciones

#### Primera Constitución: 1823
- Wikisource contiene   Constitución del Perú (1823).

El presidente es jefe de la administración general de la república, y su autoridad se extiende tanto a la conservación del orden público en lo interior, como a la seguridad exterior conforme a la Constitución y a las leyes.
Además, son facultades exclusivas del presidente:
1. Promulgar, mandar ejecutar, guardar, y cumplir las leyes, decretos y resoluciones del Congreso, y expedir las providencias indispensablemente necesarias para su efecto.
2. Tiene el mando supremo de la fuerza armada.
3. Ordenar lo conveniente para que se verifiquen las elecciones populares en los días señalados por la Constitución.
4. Declarar la guerra a consecuencia de la resolución del Congreso.
5. Entrar en tratados de paz y de alianza, y otros convenios procedentes de relaciones extranjeras con arreglo a la Constitución.
6. Decretar la inversión de los caudales destinados por el Congreso a los diversos ramos de la administración pública.
7. Nombrar los oficiales del ejército y armada, y de Coronel inclusive para arriba, con acuerdo y consentimiento del Senado.
8. Nombrar por si los ministros de Estado; y los agentes diplomáticos de acuerdo con el Senado.
9. Velar sobre la exacta administración de Justicia en los Tribunales y Juzgados y sobre el cumplimiento de las sentencias que estos pronunciaran. Establecer el Juicio por tribunales de Jurados.
10. Dar cuenta al Congreso en cada Legislatura de la situación política y militar de la república, indicando las mejoras o reformas convenientes en cada ramo.

Limitaciones del Poder Ejecutivo:
1. No puede mandar personalmente la fuerza armada sin consentimiento del Congreso, y en su receso sin el del Senado.
2. No puede salir del territorio de la república sin permiso del Congreso.
3. Bajo ningún pretexto puede conocer en asunto alguno judicial.
4. No puede privar de la libertad personal a ningún peruano; y en caso de que fundadamente exija la seguridad pública el arresto o detención de alguna persona, podrá ordenar lo oportuno, con la indispensable condición de que dentro de veinticuatro horas pondrá al detenido a disposición de su respectivo Juez.
5. Tampoco puede imponer pena alguna. El Ministro que firmare la orden, y el funcionario que la ejecutare, atentan contra la libertad individual.
6. No puede diferir ni suspender en ninguna circunstancia las sesiones del Congreso.

#### Constitución de mayor duración: 1860
- Wikisource contiene   Constitución del Perú (1860).

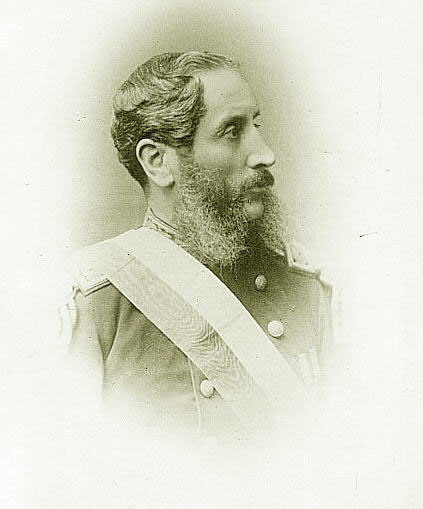
Andrés Avelino Cáceres. Fundó el Partido Constitucionalista, basado en la vigencia de la Constitución de 1860.

Son atribuciones del presidente de la república:
1. Conservar el orden interior y la seguridad exterior de la república sin contravenir a las leyes.
2. Convocar al Congreso ordinario, sin perjuicio de lo dispuesto en la primera parte del artículo 52o.; y al extraordinario, cuando haya necesidad.
3. Concurrir a la apertura del Congreso, presentando un mensaje sobre el estado de la república y sobre las mejoras y reformas que juzgue oportunas.
4. Tomar parte en la formación de las leyes, conforme a esta constitución.
5. Promulgar y hacer ejecutar las leyes y demás resoluciones del Congreso; y dar decretos, órdenes, reglamentos e instrucciones para su mejor cumplimiento.
6. Dar las órdenes necesarias para la recaudación e inversión de las rentas públicas con arreglo a la ley.
7. Requerir a los jueces y tribunales para la pronta y exacta administración de justicia.
8. Hacer que se cumplan las sentencias de los tribunales y juzgados.
9. Organizar las fuerzas de mar y tierra: distribuirlas, y disponer de ellas para el servicio de la república.
10. Disponer de la Guardia Nacional en sus respectivas provincias, sin poder sacarlas de ellas, sino en caso de sedición en las limítrofes, o en el de guerra exterior.
11. Dirigir las negociaciones diplomáticas y celebrar tratados, poniendo en ellos la condición expresa de que serán sometidos al Congreso, para los efectos de la atribución 16o., artículo 59o.
12. Recibir a los Ministros extranjeros y admitir a los Cónsules.
13. Nombrar y remover a los Ministros de Estado y a los Agentes Diplomáticos.
14. Decretar licencias y pensiones, conforme a las leyes.
15. Ejercer el Patronato con arreglo a las leyes y práctica vigente.
16. Presentar para arzobispos y obispos, con aprobación del Congreso, a los que fueren electos según la ley.
17. Presentar para la dignidades y canongías de las catedrales, para los curatos y demás beneficios eclesiásticos, con arreglo a las leyes y práctica vigente.
18. Celebrar concordatos con la Silla Apostólica, arreglándose a las instrucciones dadas por el Congreso.
19. Conceder o negar el pase a los decretos conciliares, bulas, breves y rescriptos pontificios, con asentimiento del Congreso, y oyendo previamente a la Corte Suprema de Justicia, si fueren relativos a asuntos contenciosos.
20. Proveer los empleos vacantes, cuyo nombramiento le corresponda según la Constitución y las leyes especiales.

#### Constitución vigente: 1993
- Wikisource contiene   Constitución del Perú (1993).

El presidente de la república, además de jefe de Estado, es el jefe de Gobierno nacional.
Sus funciones están explícitas en la Constitución y la Ley Orgánica del Poder Ejecutivo.
1. Cumplir y hacer cumplir la Constitución y los tratados, leyes y demás disposiciones legales.
2. Representar al Estado, dentro y fuera de la república.
3. Dirigir la política general del Gobierno.
4. Velar por el orden interno y la seguridad exterior de la república.
5. Convocar a elecciones para presidente de la república y para representantes a Congreso, así como para alcaldes y regidores y demás funcionarios que señala la ley.
6. Convocar al Congreso a legislatura extraordinaria; y firmar, en ese caso, el decreto de convocatoria.
7. Dirigir mensajes al Congreso en cualquier época y obligatoriamente, en forma personal y por escrito, al instalarse la primera legislatura ordinaria anual. Los mensajes anuales contienen la exposición detallada de la situación de la república y las mejoras y reformas que el presidente juzgue necesarias y convenientes para su consideración por el Congreso. Los mensajes del presidente de la república, salvo el primero de ellos, son aprobados por el Consejo de Ministros.
8. Ejercer la potestad de reglamentar las leyes sin transgredirlas ni desnaturalizarlas; y, dentro de tales límites, dictar decretos y resoluciones.
9. Cumplir y hacer cumplir las sentencias y resoluciones de los órganos jurisdiccionales.
10. Cumplir y hacer cumplir las resoluciones del Jurado Nacional de Elecciones.
11. Dirigir la política exterior y las relaciones internacionales; y celebrar y ratificar tratados.
12. Nombrar embajadores y ministros plenipotenciarios, con aprobación del Consejo de Ministros, con cargo de dar cuenta al Congreso.
13. Recibir a los agentes diplomáticos extranjeros, y autorizar a los cónsules el ejercicio de sus funciones.
14. Presidir el Sistema de Defensa Nacional; y organizar, distribuir y disponer el empleo de las Fuerzas Armadas y de la Policía Nacional.
15. Adoptar las medidas necesarias para la defensa de la república, de la integridad del territorio y de la soberanía del Estado.
16. Declarar la guerra y firmar la paz, con autorización del Congreso.
17. Administrar la hacienda pública.
18. Negociar los empréstitos.
19. Dictar medidas extraordinarias, mediante decretos de urgencia con fuerza de ley, en materia económica y financiera, cuando así lo requiere el interés nacional y con cargo de dar cuenta al Congreso. El Congreso puede modificar o derogar los referidos decretos de urgencia.
20. Regular las tarifas arancelarias.
21. Conceder indultos y conmutar penas. Ejercer el derecho de gracia en beneficio de los procesados en los casos en que la etapa de instrucción haya excedido el doble de su plazo más su ampliatoria.
22. Conferir condecoraciones en nombre de la nación.
23. Autorizar a los peruanos para servir en un ejército extranjero.
24. Conceder la extradición, con aprobación del Consejo de Ministros, previo informe de la Corte Suprema de Justicia de la República.
25. Presidir el Foro del Acuerdo Nacional, pudiendo delegar tal función en el presidente del Consejo de Ministros.
26. Ejercer las demás funciones de gobierno y administración que la Constitución y las leyes le encomiendan.

Son nulos los actos del presidente de la república que carecen de refrendación ministerial. Corresponde al presidente de la república presidir el Consejo de Ministros cuando lo convoca o cuando asiste a sus sesiones. El presidente de la república nombra y remueve al presidente del Consejo. Nombra y remueve a los demás ministros, a propuesta y con acuerdo, respectivamente, del presidente del Consejo.
Los ministros son individualmente responsables por sus propios actos y por los actos presidenciales que refrendan. Todos los ministros son solidariamente responsables por los actos delictivos o violatorios de la Constitución o de las leyes en que incurra el presidente de la república o que se acuerden en Consejo, aunque salven su voto, a no ser que renuncien inmediatamente.

## Requisitos

### Historia
La Constitución de 1823, la primera constitución de este país señala como requisitos para ejercer la presidencia:
1. Ser una persona nacida en el Perú.
2. Reunir las mismas cualidades que para ser diputado. Supone, además, esta magistratura la aptitud de dirigir vigorosa, prudente y liberadamente una república.

Lo que lleva a:
1. Ser ciudadano en ejercicio.
2. Ser mayor de 35 años.
3. Ser del Perú

Desde la Constitución de 1828 y hasta la Confederación Perú-Boliviana, se mantienen sin mayores cambios los requisitos expuestos en 1823 y la edad de treinta años de la del 26. Esto hasta la Constitución de 1839, que eleva la edad a 40 años.
La Constitución de 1856 indica que «Para ser presidente se requiere ser peruano de nacimiento, ciudadano en ejercicio y treinta y cinco años de edad y diez de domicilio en la república», lo que se mantendrá prácticamente sin cambio hasta la actualidad. A partir de 1979 se elimina el requisito de haber residido los últimos diez años en el país.

### Constitución de 1993
Un presidente debe ser peruano de nacimiento (no pueden acceder al cargo los que son peruanos por naturalización). Debe tener más de treinta y cinco años de edad al momento en que postula y encontrarse en completo ejercicio de sus derechos civiles, es decir, no debe pesar sobre él ninguna sanción penal ni declaración civil de incapacidad, lo que incluye el derecho de sufragio.
No pueden ser candidatos a la presidencia si no han dejado el cargo seis meses antes de la elección:
1. Los ministros y viceministros de Estado, el contralor general.
2. Los miembros del Tribunal Constitucional, del Consejo Nacional de la Magistratura, del Poder Judicial, del Ministerio Público, del Jurado Nacional de Elecciones, ni el Defensor del Pueblo.
3. El presidente del Banco Central de Reserva, el Superintendente de Banca, Seguros y Administradoras Privadas de Fondos de Pensiones y el Superintendente Nacional de Administración Tributaria.
4. Los miembros de las Fuerzas Armadas y de la Policía Nacional en actividad.
5. Los demás casos que la Constitución prevé.

Según la Ley Orgánica de elecciones, no pueden postular a la presidencia o vicepresidencias de la república:
1. Los ministros y viceministros de Estado, el contralor general de la república y las autoridades regionales, si no han renunciado por lo menos seis meses antes de la elección.
2. Los miembros del Tribunal Constitucional, del Consejo Nacional de la Magistratura, del Poder Judicial, del Ministerio Público, de los organismos integrantes del Sistema Electoral y el defensor del pueblo, si no han dejado el cargo 6 (seis) meses antes de la elección
3. El presidente del Banco Central de Reserva, el Superintendente de Banca y Seguros, el Superintendente de Administración Tributaria, el Superintendente Nacional de Aduanas y el Superintendente de Administradoras de Fondos Privados de Pensiones, si no han renunciado por lo menos seis meses antes de la elección
4. Los miembros de las Fuerzas Armadas y de la Policía Nacional que no han pasado a la situación de retiro por lo menos seis meses antes de la elección
5. El cónyuge y los parientes consanguíneos dentro del cuarto grado, y los afines dentro del segundo, del que ejerce la presidencia o la ha ejercido en el año precedente a la elección.

## Elección

### Historia
La Constitución Política de 1823 establecía que era atribución del Congreso elegir al presidente y vicepresidente de la república, cuyos miembros eran elegido por Colegios Electorales parroquiales —sistema similar al que todavía conservan los Estados Unidos de América—.
La Constitución de 1828 establecía en el inciso 14 de su artículo cuadragésimo octavo que era atribución del Congreso: «Proclamar la elección de presidente y vicepresidente de la república hecha por los Colegios Electorales; o hacerlas cuando no resulten elegidos según la ley», lo que permanecerá casi sin cambios hasta 1931. Sin embargo, en 1896 Nicolás de Piérola, cuando se pasó de una democracia nominal a una democracia censataria utilizándose como base para el proceso de sufragio los censos o padrones de contribuyentes, eliminándose los principales vicios del proceso, pero manteniendo el sistema de Colegio Electorales. La Constitución de 1920 incorpora, lo que se mantendrá hasta 1979, que: «Solamente en caso de muerte o dimisión del presidente de la república, el Congreso elegirá, dentro de los 30 días, al ciudadano que deba completar el período presidencial».
Para entender el sistema que se utilizaba, es muy útil y significativo el siguiente pasaje de la Constitución de 1828 que se repite en muchas de las siguientes:

"Art. 69º.- La elección de Presidente de la República se hará por los Colegios Electorales en el tiempo y forma que prescriba la ley; la que deberá ser conforme a la base siguiente:

:Cada Colegio Electoral de Provincia elegirá por mayoría absoluta de votos dos ciudadanos de los que uno, por lo menos, no sea natural ni vecino del departamento, remitiendo testimonio de la acta de la elección al Consejo de Estado por el conducto de su Secretario.

Art. 70º.- El Congreso hará la apertura de las actas, su calificación y escrutinio.

Art. 71º.- El que reuniere la mayoría absoluta de votos del total de electores de los Colegios de Provincia, será el Presidente.

Art. 72º.- Si dos o más individuos obtuvieren dicha mayoría, será Presidente el que reúna más votos. Si obtuvieren igual número, el Congreso elegirá a pluralidad absoluta uno de ellos.

Art. 73º.- Cuando ninguno reúna la mayoría absoluta, el Congreso elegirá Presidente entre los tres que hubieren obtenido mayor número de votos.

Art. 74º.- Si más de dos obtuvieren mayoría relativa con igual número de votos, el Congreso elegirá entre todos ellos.

Art. 75º.- Si en la votación que en los casos precedentes se haga por el Congreso, resultare empate, se repetirá entre los que le hayan obtenido. Si resultare nuevo empate, lo decidirá la suerte.

Art. 76º.- La elección de Presidente en estos casos debe quedar concluida en una sola sesión, hallándose presentes lo menos dos tercios del total de los miembros de cada Cámara."

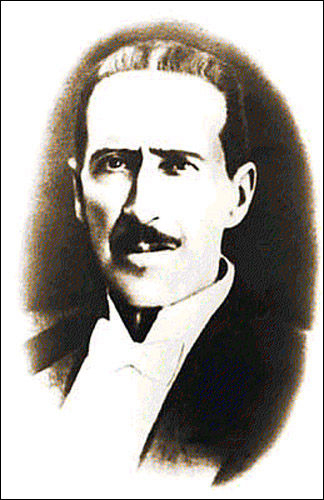
David Samanez. Reorganizó el sistema electoral.

En 1931 la junta presidida por David Samanez logró establecer un poder electoral autónomo (el Jurado Nacional de Elecciones); la representación de las minorías; el sufragio directo, secreto y obligatorio; y la organización científica del registro electoral. Lo que se constituyó en la base del sistema por el que hoy se elige a los presidentes.
La Constitución de 1933, además de incorporar los avances hechos por Samanez, exigía obtener como mínimo un tercio de los votos:

Para ser proclamado Presidente de la República por el Jurado Nacional de Elecciones, se requiere haber obtenido la mayoría de sufragios, siempre que esta mayoría no sea menor de la tercera parte de los votos válidos. Sin ninguno de los candidatos obtiene la mayoría requerida, el Jurado Nacional de Elecciones dará cuenta al Congreso del resultado de escrutinio. En este caso, el Congreso elegirá Presidente de la República entre los tres candidatos que hubieren obtenido mayor número de votos válidos.

En 1951, Odría impone el voto femenino con lo que se pasa a una democracia mixta alfabeta. En 1962, el gobierno institucional de las Fuerzas Armadas implantó la cédula única de votación.
La Constitución de 1979 exige, en cambio cincuenta por ciento de los votos más uno para el ganador con el fin de brindarle respaldo al nuevo gobierno. Se incorpora, además, la figura de la segunda vuelta electoral: si ninguno de los candidatos alcanza el porcentaje necesario, los dos candidatos con mayor votación van a un segundo proceso para dirimir de entre ellos al presidente. En 1980, se realizan las primeras elecciones universales -al incluir a los analfabetos- de la historia peruana.

### Constitución de 1993
El presidente de la república es elegido por los ciudadanos mediante sufragio universal de entre la misma ciudadanía, debiendo cumplir los candidatos con determinados requisitos. Los vicepresidentes son elegidos juntamente con él.
Normalmente, el proceso electoral se inicia con la convocatoria a elecciones por parte del presidente en funciones el año en que debe terminar su mandato. Hecha la convocatoria, el Sistema Electoral se encarga de dirigir los comicios, como todos los eventos de este tipo en la república.
Los partidos políticos van presentando sus candidatos a la presidencia y vicepresidencias ante el Jurado Electoral Especial en las fechas establecidas por las autoridades electorales en el cronograma.
Las elecciones son realizadas por sufragio directo. Gana las elecciones el candidato que obtiene más de la mitad de los votos válidamente emitidos (las cédulas viciadas y en blanco no son computadas).
En el caso de que ningún candidato obtenga la mayoría requerida, se procederá a una segunda elección, llamada segunda vuelta, que deberá tener lugar treinta días después de la proclamación de los resultados oficiales de la primera vuelta. En esta elección, solo participan los dos candidatos que obtuvieron mayor cantidad de votos.
Le corresponde a la Oficina Nacional de Procesos Electorales (ONPE) brindar las cifras oficiales correspondientes a los comicios y al Jurado Nacional de Elecciones, proclamar al presidente electo.
El presidente es elegido por sufragio directo debiendo obtener más del 50 % de los votos válidamente emitidos para ser elegido. Debe tener cómo mínimo treinta y cinco años de edad. La elección presidencial es por un término de cinco años. En la misma elección se eligen dos vicepresidentes quienes reemplazarán al presidente cuando este tenga que ausentarse del país. La orden de sucesión corresponde en primer lugar al primer vicepresidente. Cada candidato presidencial se presenta acompañado de quienes serían sus vicepresidentes. En ese sentido, al ser elegido los vicepresidentes son quienes lo acompañaron, no existe acceso de la minoría a la vicepresidencia.

## Duración del mandato y posibilidad de reelección

### Historia
La primera Constitución Política del Perú de 1823 dice expresamente: El ejercicio del Poder Ejecutivo nunca puede ser vitalicio, y mucho menos hereditario. Dura el oficio de presidente cuatro años, y no podrá recaer en el mismo individuo, sino pasados otros cuatro.
En la Constitución de 1828, tras la destitución de Bolívar, vuelve a lo expresado en la primera carta magna, pero permite una sola reelección inmediata., aspecto que será revertido en 1834, que vuelve íntegramente a los preceptos de 1823.
La Constitución de 1839, tras la Restauración, vuelve a lo expresado por la primera constitución, pero eleva el período presidencial a 5 años, lo que será revertido por la Constituciones de 1856 y 1860, que vuelven por completo al primer texto constitucional, con mandatos de cuatro años e imposibilidad de reelección inmediata; y que regirán hasta 1920. La Constitución de 1867 —que no rigió por más de un año— elevaba el período a cinco años.
La Constitución de 1920, proclamada por Augusto B. Leguía, dictaminaba que «El presidente durará en su cargo cinco años y no podrá ser reelecto sino después de un período igual de tiempo». Sin embargo, Leguía se encargó de dar los golpes necesarios contra esta misma constitución y el marco legal para perpetuarse en el poder, lo que resultó en la Patria Nueva y en una larga dictadura, denominada como el Oncenio.
La Constitución Política del Perú de 1933, norma que: El período Presidencial dura cinco años y comienza el 28 de julio del año en que se realiza la elección, aunque el elegido no hubiese asumido sus funciones en aquella fecha. Además, esta constitución, reaccionaria contra el Oncenio de Leguía, ordena que: 

No hay reelección presidencial inmediata. Esta prohibición no puede ser reformada ni derogada. El autor o autores de la proposición reformatoria o derogatoria, y los que la apoyen, directa o indirectamente, cesarán, de hecho, en el desempeño de sus respectivos cargos y quedarán permanentemente inhabilitados para el ejercicio de toda función pública.

El mandato fue ampliado a seis años durante el gobierno del general Óscar R. Benavides.
Finalmente, la Constitución de 1979 decreta el mandato en cinco años sin posibilidad de reelección inmediata, lo que es también la norma que se tiene en la actualidad.

### Constitución de 1993
El texto constitucional original de 1993, a diferencia de la carta anterior, decía:

"El mandato presidencial es de cinco años.  El Presidente puede ser reelegido de inmediato para un período adicional. Transcurrido otro período constitucional, como mínimo, el expresidente puede volver a postular, sujeto a las mismas condiciones."

En 1996 el Congreso —de mayoría oficialista— emitió una ley que permitía a Alberto Fujimori pudiera ser reelegido por segunda vez (rerreelección). Así lo disponía la llamada ley de interpretación auténtica (Ley n.º 26657):

"Artículo único.- Interprétase de modo auténtico, que la reelección a que se refiere el Artículo 112o. de la Constitución, está referida y condicionada a los mandatos presidenciales iniciados con posterioridad a la fecha de promulgación del referido texto constitucional. En consecuencia, interprétase auténticamente, que en el cómputo no se tiene en cuenta retroactivamente, los períodos presidenciales iniciados antes de la vigencia de la Constitución.

La presente norma se ampara en el Artículo 102o. y en la Octava Disposición Final y Transitoria de la Constitución. "

Contra esta norma se interpuso una acción de inconstitucionalidad ante el Tribunal Constitucional. En la sentencia respectiva, el Tribunal declaró «inaplicable» para el caso de Fujimori los alcances de esta ley. Pese a ello, en el año 2000 el presidente fue reelecto nuevamente. En noviembre del 2000, tras la caída del régimen fujimorista, el Congreso modifica el artículo 112.º mediante una Reforma Constitucional, indicando ahora que:

"El mandato presidencial es de cinco años, no hay reelección inmediata. Transcurrido otro periodo constitucional, como mínimo, el expresidente puede volver a postular, sujeto a las mismas condiciones."

## Reemplazo temporal o permanente

### Historia
La Primera Constitución (1823) decía:

Artículo 76º.- Habrá un Vicepresidente en quien concurran las mismas calidades. Administrará el Poder Ejecutivo por muerte, renuncia, destitución del Presidente, o cuando llegare el caso de mandar personalmente la fuerza armada.

Artículo 77º.- En defecto del Vicepresidente administrará el Poder Ejecutivo el Presidente del Senado hasta la elección ordinaria de nuevo Presidente.

La Constitución de 1828 vuelve al sistema de sucesión legal del primer texto constitucional peruano.
El Texto Constitucional de 1834, por el contrario, elimina la figura del vicepresidente:

Art. 81º.- Cuando vacare la Presidencia de la República, por muerte, renuncia o perpetua imposibilidad física, se encargará provisionalmente del Poder ejecutivo el Presidente del Consejo de Estado; quien en estos casos y en el de destitución legal convocará a los Colegios Electorales dentro de los primeros diez días de su Gobierno, para la elección de Presidente.

Art. 82º.- Si concluido el período constitucional no se hubiere hecho la elección por algún accidente, o verificada ella el electo estuviere fuera de la capital, el Presidente del Consejo de Estado se encargará del Poder Ejecutivo mientras se practica la elección o llega el electo.

Art. 83º.- El ejercicio de la presidencia se suspende por mandar en persona el Presidente de la fuerza pública, por enfermedad temporal, y por ausentarse a más de ocho leguas de la capital de la República. En cualquiera de esos casos le subrogará el Presidente del Consejo de Estado.

La Carta Magna de Huancayo (1839) vuelve a lo expresado en la de 1834 pero agrega —avalando en la práctica los golpes de Estado— que: Si en alguno de los casos antedichos faltare el presidente del Consejo, se encargará del Supremo Poder Ejecutivo, el que lo haya subrogado accidentalmente en la presidencia.
La Constitución de 1856, de tendencia liberal, expresaba que:

Art. 83º.- La Presidencia de la República vaca de hecho: 

1º.- Por muerte.

2º.- Por celebrar cualquier pacto contra la independencia o integridad nacional.

3º.- Por atentar contra la forma de Gobierno.

4º.- Por impedir la reunión del Congreso, suspender sus sesiones o disolverlo.

Vaca de derecho:

1º.- Por admisión de su renuncia.

2º.- Por incapacidad moral o física.

3º.- Por destitución legal.

4º.- Por haber terminado su período.

Art. 84º.- Habrá un Vicepresidente de la República, elegido al mismo tiempo, con las mismas calidades y para el mismo período que el Presidente, destinado a suplir por él en los casos designados en los artículos 83º. y 88º.

Art. 85º.- En los casos que designa el artículo 83º., excepto el último, el Vicepresidente concluirá el período comenzado; en los casos del artículo 88º, sólo suplirá por el tiempo en que falte el Presidente.

Art. 86º.- Si faltase a la vez el Presidente y Vicepresidente, se encargará de la Presidencia el Consejo de Ministros, quien ejercerá el cargo mientras el llamado por la ley se halle expedito; en el caso de vacante, expedirá dentro de los primeros tres días, las órdenes necesarias para la elección de Presidente y Vicepresidente, y convocará al Congreso para los efectos de los artículos 76º. y siguientes.

Art. 87º.- El Vicepresidente de la República y los Ministros de Estado no podrán ser candidatos para la Presidencia de la República en las elecciones que se practiquen mientras ellos ejerzan el mando supremo.

Art. 88º.- El ejercicio de la Presidencia se suspende por mandar en persona el Presidente la fuerza pública, y por enfermedad temporal.

La Constitución de 1860 crea la figura de un segundo vicepresidente y da por hecho que este siempre se encontrará apto para ejercer funciones, y añade la suspensión del mandato por hallarse el presidente sometido a juicio por los casos que la misma carta prevé.
La efímera Carta de 1867 eliminó a los vicepresidente y estableció que en cualquier caso, el presidente de la república era reemplazado por el presidente del Consejo de Ministros.
La Constitución de 1920 estableció que el sucesor para completar el período debía ser elegido por el Congreso, lo que perduraría hasta 1979, que:

Art. 116º.- Solamente en caso de muerte o dimisión del Presidente de la República, el Congreso elegirá, dentro de los 30 días, al ciudadano que deba completar el período presidencial, gobernado entre tanto el Consejo de Ministros.

Art. 117º.- El Congreso elegirá igualmente al ciudadano que deba completar el período presidencial en los casos de vacancia fijados en el artículo 115º. El Consejo de Ministros gobernará interinamente cuando el impedimento sea temporal según el artículo 118º.

La Constitución de 1933, mantenía lo anterior y agregaba que «La elección de presidente de la república por el Congreso, se hará por voto secreto, en sesión permanente y continua. Será proclamado el que obtenga la mayoría absoluta de votos».
La Constitución de 1979 llega, prácticamente, a las actuales causas de vacancia y suspensión temporal, y delinea la actual sucesión legal: presidente - 1º vicepresidente - 2º vicepresidente - presidente del Senado.

### Constitución de 1993

#### Sucesión legal
La actual sucesión legal de la presidencia de la república se da en caso de impedimento temporal o permanente:
1. Presidenta constitucional de la república: Dina Ercilia Boluarte Zegarra
2. Primer vicepresidente de la república: Vacante
3. Segundo vicepresidente de la república: Vacante
4. Presidente del Congreso de la República: José Jerí Oré

El primer y segundo vicepresidentes son elegidos junto con el presidente de la república.

#### Ausencia
Cuando el presidente sale del territorio nacional, debidamente autorizado por el Congreso, el Despacho Presidencial es ejercido por el primer vicepresidente, o en su defecto, por el segundo vicepresidente.

#### Suspensión
El presidente puede ser suspendido de su cargo por el parlamento. Las únicas causales para ello son:
- Incapacidad temporal del presidente declarada por el Congreso.
- Estar sometido a un proceso judicial por la supuesta comisión de una infracción constitucional.

Durante esta suspensión, el cargo es asumido por el primer vicepresidente o quien corresponda de acuerdo con la línea de sucesión, hasta el retorno del mandatario..

#### Vacancia
El cargo presidencial puede ser extraordinaria y constitucionalmente concluido antes de los cinco años mediante la declaración de la vacancia del cargo por el Congreso de la República. Son causales de la declaración de la vacancia presidencial:
- Fallecimiento
- Incapacidad física permanente (determinado por el Congreso)
- Incapacidad moral (determinado por el Congreso)
- Salida del territorio nacional sin autorización del Congreso de la República.
- No regresar al territorio nacional en el plazo fijado por el Congreso de la República cuando autorizó su salida.
- Destitución por infracción constitucional.

Para el supuesto de destitución por infracción constitucional, el presidente solo puede ser acusado, durante su mandato, por:
- Traición a la patria.
- Impedir las elecciones presidenciales, parlamentarias, regionales o municipales.
- Disolver el Congreso (salvo en el supuesto que este haya censurado o negado su confianza a dos Consejos de Ministros).
- Impedir la reunión o el funcionamiento del Congreso o algún órgano del Sistema Electoral

Luego de ser acusado, el presidente debe ser sometido a un proceso judicial donde se determinará si cometió el hecho que infringe la posibilidad y la responsabilidad que le corresponde.
En estos casos, también se sigue el orden de sucesión legal vigente.

## Ceremonias protocolares

### Mensaje a la nación, cambio de mando y juramentación

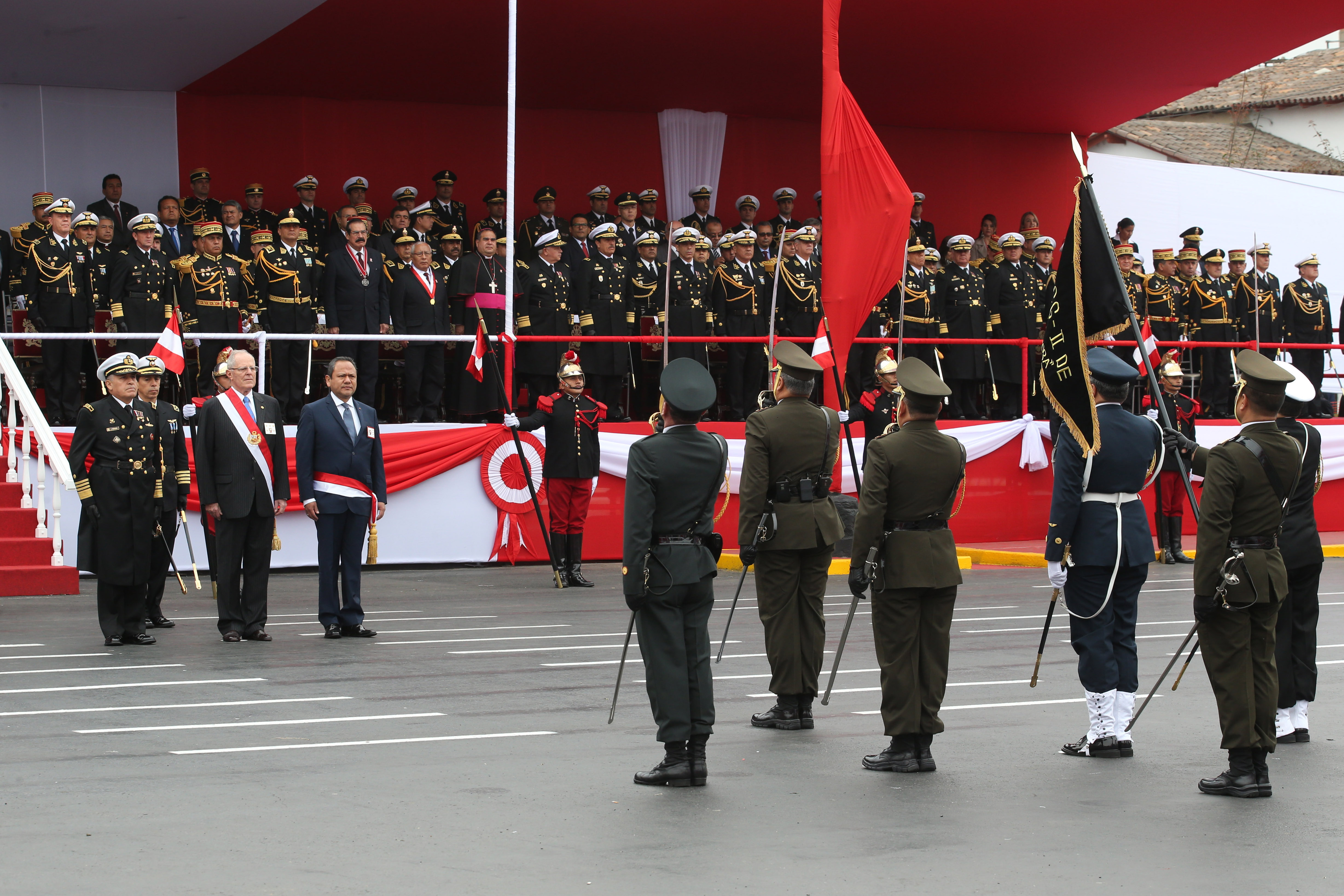
El Presidente de la República, Pedro Pablo Kuczynski, y el ministro de Defensa, Mariano González Fernández, encabezaron la Gran Parada Militar y Desfile Cívico por el 195º Aniversario de la Proclamación de la Independencia del Perú.

Se consideran actos oficiales dentro del aniversario de la independencia nacional la misa y tedeum, la sesión solemne del Congreso, el saludo al presidente y la parada y desfile militar.
Tras el proceso de elección, el Jurado Nacional de Elecciones proclama al presidente electo. En casos de sucesión legal, el Congreso proclama al presidente. Tras esto, el presidente debe asumir funciones al juramentar el cargo ante el Pleno del Congreso de la República el 28 de julio del año que corresponda a las elecciones presidenciales, en conmemoración de la fecha de la proclamación de la independencia que hizo José de San Martín en 1821.
En realidad, siempre se ha celebrado el 28 de julio como el Día de la Independencia y la fiesta nacional, pero es recién en 1945, en la juramentación del presidente José Luis Bustamante y Rivero que empieza la tradición de hacer el cambio de mando ese mismo día. Con anterioridad a esa fecha, el 28 de julio, el presidente brindaba un discurso a la nación ante el Congreso —que era publicado en El Comercio o El Peruano— ese día, pero no se hacían los cambios de mando. Antes de 1945 y pese a la gran cantidad de golpes de Estado, hubo algunas fechas recurrentes para los cambios de mando:
- 20 de abril (desde 1845)
- 25/24 de octubre (desde 1858)
- 2 de agosto (desde 1868)
- 10 de agosto (desde 1890)
- 8 de septiembre (desde 1895)
- 24 de septiembre (desde 1904)
- 18 de agosto (desde 1914)
- 12 de octubre (desde 1919)
- 8 de diciembre (desde 1931)

La Constitución de 1933 expresaba: El período Presidencial (...) comienza el 28 de julio del año en que se realiza la elección, aunque el elegido no hubiese asumido sus funciones en aquella fecha.
La Constitución actual ordena que:

"El Presidente de la República presta juramento de ley y asume el cargo, ante el Congreso, el 28 de julio del año en que se realiza la elección."
Artículo 116º, Constitución Política del Perú

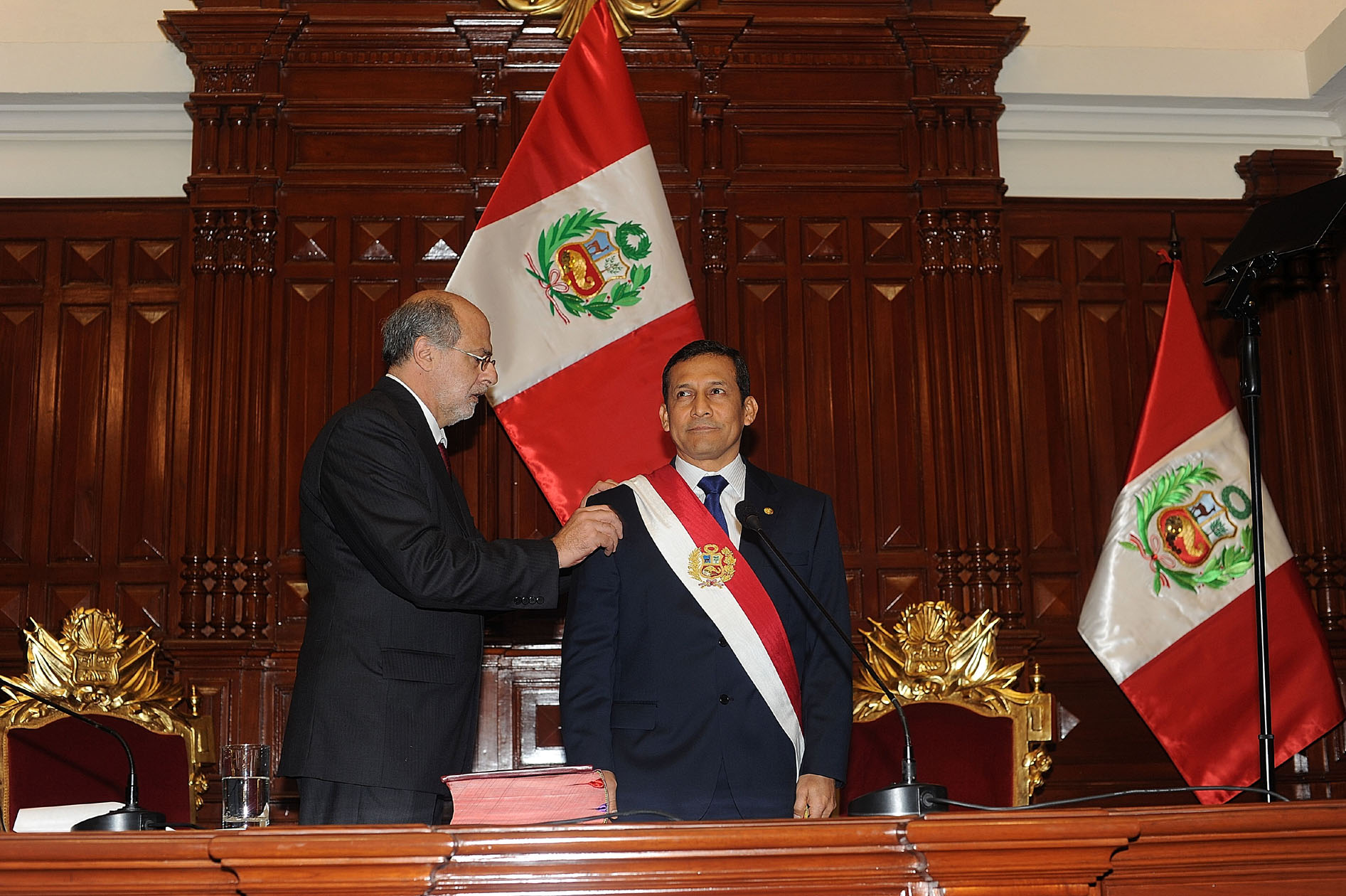
El presidente del Congreso, Daniel Abugattás, impone la banda presidencial de Perú a Ollanta Humala.

La ceremonia de traspaso de poderes en el congreso incluye un mensaje a la nación ante el Congreso del presidente saliente quien, rindiendo cuentas y haciendo una semblanza de los logros de su gestión. Luego, el presidente agradece y entrega la banda presidencial al presidente del Congreso, quien la ostentará por una hora. Tras la llegada del presidente electo, este presta juramento ante el presidente del Congreso, quien le hace entrega de la banda. Después, lee su primer mensaje a la nación ante el Congreso. Cuando no se trata de un cambio de mando, el presidente en funciones también acude anualmente en esa fecha para informar a la representación nacional y la opinión pública, sobre la situación general de la república.

"(Corresponde al Presidente de la República) Dirigir mensajes al Congreso en cualquier época y obligatoriamente, en forma personal y por escrito, al instalarse la primera legislatura ordinaria anual. Los mensajes anuales contienen la exposición detallada de la situación de la República y las mejoras y reformas que el Presidente juzgue necesarias y convenientes para su consideración por el Congreso. Los mensajes del Presidente de la República, salvo el primero de ellos, son aprobados por el Consejo de Ministros..
Inciso 7, Artículo 118º, Constitución Política del Perú

En julio de 2001, el presidente Alejandro Toledo, a pocas horas de haber juramentado en Lima, asumió simbólicamente el cargo en Machu Picchu.
En marzo de 2018, juró en Lima el presidente Martín Vizcarra, tras la renuncia de su predecesor, Pedro Pablo Kuczynski, a la presidencia, y brindo un corto mensaje a la nación tras su asunción como presidente.
En julio de 2021, el presidente Pedro Castillo, a pocas horas de haber asumido el cargo en Lima, asumió simbólicamente el cargo en la Pampa de la Quinua, santuario histórico donde en 1824 se selló la independencia tras la Batalla de Ayacucho.

### Fórmula de juramento

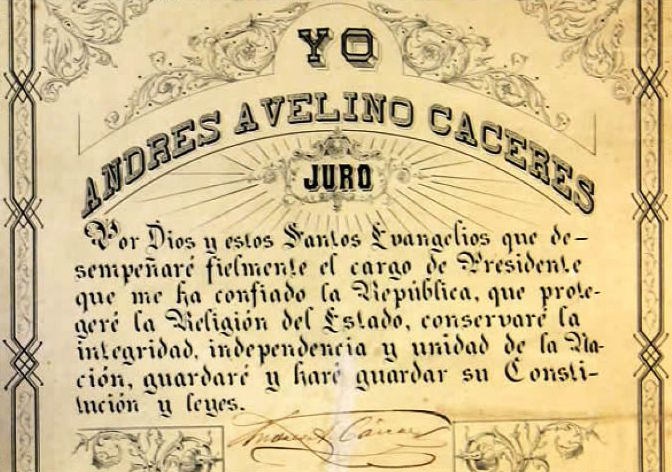
Pergamino de juramentación del presidente Andrés Avelino Cáceres, ante el Congreso de la República (1894).

Es la Constitución de 1828 la primera que registra, en el artículo 87.º, la fórmula de juramentación que el presidente del Perú debe prestar ante el Congreso al asumir funciones:

El Presidente y Vicepresidente para ejercer su cargo, se presentarán al Congreso a prestar el juramento siguiente:

"Yo, N.N. juro por Dios y estos Santos Evangelios que ejerceré fielmente el cargo de Presidente (o Vicepresidente) que me ha confiado la República: que protegeré la Religión del Estado, conservaré la integridad e Independencia de la Nación, y guardaré y haré guardar exactamente su Constitución y leyes".

La Constitución de 1839, en su artículo 86.º, inaugura la fórmula que será usada hasta hoy —con la eliminación de la referencia a resguardar la religión católica y los rasgos personales que le brinda cada presidente—. En agosto de 1853 es sancionado el Reglamento Interior de las Cámaras Legislativas, que señalaba, en el artículo 3.º del Capítulo XII, que el presidente jurará ante el Congreso de la República según el mentado artículo de la Constitución, que decía:

El Presidente para ejercer su cargo prestará ante el Congreso el juramento siguiente:

"Yo N.N. Juro por Dios y estos Santos Evangelios, que ejerceré fielmente el cargo de Presidente que me ha confiado la República, que protegeré la Religión del Estado, conservaré la integridad, independencia y unidad de la Nación, guardaré y haré guardar su Constitución y leyes".

Es tradición en el Congreso peruano que la prestación del juramento de ley para la toma de funciones del cargo de presidente de la república tenga, como constancia de la realización de dicho acto, la suscripción de un pergamino que contenga escrito el nombre del mandatario jurante, la fórmula de juramentación y la fecha en que se celebra la transmisión del mando presidencial. De estos pergaminos de juramentación, el más antiguo que se conserva en el Archivo General del Congreso es el perteneciente a Andrés Avelino Cáceres, que suscribió para ejercer su segundo mandato el 10 de agosto de 1894 y que tenía previsto culminar en la misma fecha de 1898.
El juramento prestado por el presidente Ollanta Humala fue el siguiente:
Juro por la patria que ejerceré fielmente el cargo de presidente de la república que me ha confiado la nación por el período presidencial 2011-2016; que defenderé la soberanía nacional, el orden constitucional, y la integridad física y moral de la república y sus instituciones democráticas, honrando el espíritu, los principios y los valores de la Constitución de 1979; que reconoceré y respetaré la libertad de culto y de expresión, y lucharé incansablemente por lograr la inclusión social de todos los peruanos, especialmente de los más pobres.
El juramento prestado por el presidente Pedro Pablo Kuczynski fue el siguiente:
Yo, Pedro Pablo Kuczynski Godard, juro por Dios, por la patria y por todos los peruanos que ejerceré fielmente el cargo de presidente de la república que me ha confiado la nación para el período presidencial 2016-2021; que defenderé la soberanía nacional y la integridad física y moral de la república, que cumpliré y haré cumplir la Constitución Política y las leyes del Perú; y que reconoceré, respetando la libertad de culto, la importancia de la Iglesia católica en la formación cultural y moral de los peruanos.
El juramento prestado por el presidente Martín Vizcarra fue el siguiente:
Yo, Martín Alberto Vizcarra Cornejo, juro por Dios y por la patria que ejerceré fielmente el cargo de presidente de la república que asumo de acuerdo con la Constitución Política del Perú; que defenderé la soberanía nacional, la integridad física y moral de la república y la independencia de sus instituciones democráticas; y que cumpliré y haré cumplir la Constitución Política y las leyes del Perú.
El juramento prestado por el presidente Manuel Merino fue el siguiente:
Yo, Manuel Arturo Merino De Lama, juro por Dios, por la patria y por todos los peruanos que ejerceré fielmente el cargo de presidente de la república para completar el periodo constitucional 2016-2021, que defenderé la soberanía nacional y la integridad física y moral de la república, que cumpliré y hare cumplir la Constitución Política y las leyes del Perú y reconoceré -respetando la libertad de culto- la importancia de la Iglesia católica y la formación cultural y moral de todos los peruanos.
El juramento prestado por el presidente Francisco Sagasti fue el siguiente:
Yo, Francisco Sagasti Hochhausler, juro por la patria y por todos los peruanos que ejerceré fielmente el cargo de presidente de la república para completar el periodo constitucional 2016-2021; que defenderé la soberanía nacional y la integridad física y moral de la república; que cumpliré y haré cumplir la Constitución Política y las leyes del Perú; y que reconoceré, respetando la libertad de culto, la importancia de la Iglesia Católica en la formación cultural y moral de los peruanos.
El juramento prestado por el presidente Pedro Castillo fue el siguiente:
Yo, José Pedro Castillo Terrones, juro por Dios, por mi familia, por mis hermanas y hermanos peruanos, campesinos, pueblos originarios, ronderos, pescadores, docentes, profesionales, niños, jóvenes y mujeres que ejerceré el cargo de presidente de la república en el periodo constitucional 2021-2026. Juro por los pueblos del Perú, por un país sin corrupción y por una nueva Constitución.
El juramento prestado por la presidenta Dina Boluarte fue el siguiente:
Yo, Dina Ercilia Boluarte Zegarra, juro por Dios, por la patria y por todos los peruanos, que ejerceré fielmente el cargo de presidenta de la Republica y asumo -de acuerdo con la Constitución Política del Perú- en este momento y hasta el 26 de julio del 2026.

#### Ceremonias conexas
Inmediatamente después de la ceremonia de juramentación del presidente, el presidente juramenta a su primer primer ministro y primer Consejo de Ministros. Esta ceremonia y las de relevo durante el mandato se realizan normalmente en el Salón Dorado de la Casa de Pizarro.
Es asimismo tradicional cada 28 de julio el besamanos al presidente, que también se realiza en el Salón Dorado de Palacio de Gobierno. Tiene sus orígenes en la tradición religiosa de hacer el gesto de besar los pies del papa que es impedido por este para ser reemplazado por el beso al anillo del pescador. Durante el virreinato, cuando se presentaba un nuevo virrey ante las autoridades locales, este mostraba el anillo de autoridad, que era besado tal como ocurría con los papas. En la actualidad, el ceremonial es un laico apretón de manos de parte de ministros, congresistas y diplomáticos acreditados como señal de renovación de lealtad para un nuevo año de gobierno.

### Otras ceremonias oficiales
Además de las ceremonias del aniversario de la independencia, se consideran ceremonias oficiales según el segundo artículo del Decreto Supremo n.º 096-2005-RE:
- Saludo al presidente de la república con motivo del Año Nuevo.
- Renovación del Juramento de Fidelidad a la Bandera.
- Festividad de la Patrona de las Armas del Perú y día de las Fuerzas Armadas

### «Marcha de banderas»
La «Marcha de banderas» es una marcha militar que es interpretada y entonada en muchas ceremonias oficiales, incluyendo la entrada y salida del presidente de la república en recintos oficiales.

## Símbolos

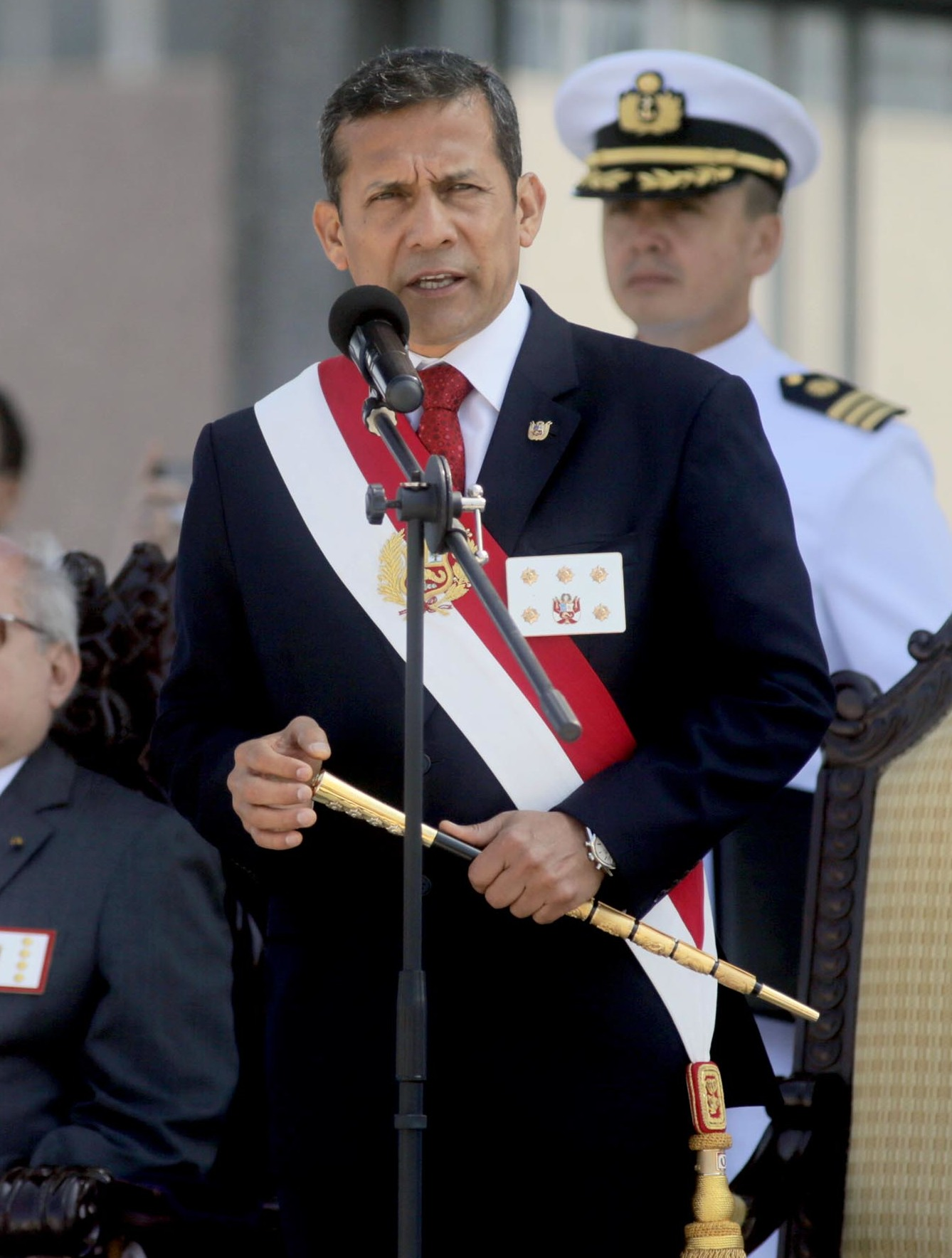
El presidente Ollanta Humala con distintos símbolos presidenciales de jefe supremo de las fuerzas armadas: la banda, la placa y el bastón de mando.

### Insignias

#### Placa
El presidente de la república, adicionalmente, cuando preside ceremonias militares, lleva una placa en el bolsillo superior izquierdo del saco a manera de solapero con las insignias del mando militar que lo reconoce como jefe supremo de las Fuerzas Armadas. Es heredera de los distintivos y honores militares que llevaban los presidentes pertenecientes a la Fuerza Armada —tantos en la historia del país—. Es de color blanca, tiene cinco soles dorados y el escudo de armas de la República del Perú.

#### Bastón de mando
Tiene en su origen en la costumbre española de simbolizar el poder —principalmente en los casos de los regidores, corregidores e intendentes— con un bastón. La costumbre fue introducida en el siglo XVIII en los Andes, tras la rebelión de José Gabriel Túpac Amaru y Túpac Katari en 1780-1781 para representar la dignidad de alcalde de indios: alcalde-vara o varayoc (el que porta la vara en quechua). A diferencia de Argentina, el uso de un bastón que simbolice el poder y el cargo de presidente (simbólicamente, el varayoc), no ha sido común en la historia de la presidencia peruana e innumerables veces ha sido reemplazada por el sable o la espada de los presidentes militares. Solo un puñado de casos son destacables. Mariano Ignacio Prado, José Balta y Augusto B. Leguía lo usaron en cuadros y fotografías presidenciales. Recientemente, Alejandro Toledo, hizo uso del bastón en su asunción simbólica al cargo en el Cusco y también en otras pocas ocasiones. Su más reciente uso corresponde al 29 de julio de 2008, fecha del tradicional desfile militar, cuando Alan García llevó un pequeño bastón presidencial, el mismo utilizado por Ollanta Humala en el desfile militar del 29 de julio de 2011.

### Tratamiento
El tratamiento oficial hacia el presidente de la república del Perú es:
- Si el mandatario es un hombre: Excelentísimo Señor Presidente - nombre del presidente -.
- Si la mandataria es una mujer: Excelentísima Señora Presidenta - nombre de la presidenta -.
- Si el mandatario se encontrara en el extranjero, el tratamiento cambiaría al de: Excelentísimo Señor, -nombre del presidente-, presidente de la República del Perú.

### Palacio de Gobierno del Perú
El Palacio de Gobierno del Perú, llamado también Casa de Gobierno (denominación con la que se fechan los documentos oficiales) o Casa de Pizarro, es la sede principal del Poder Ejecutivo peruano y la residencia oficial del presidente del Perú ubicada en la ciudad capital.
Comprende un área construida de 19 208 m². Se encuentra ubicado en la plaza Mayor del centro histórico de Lima, en la ribera izquierda del río Rímac.
En el mismo emplazamiento, han existido diferentes edificios que han cumplido con la misma función durante cerca de cinco siglos, desde que fuera ocupado en 1535 por el gobernador Francisco Pizarro. Antes, habría sido la residencia del curaca Taulichusco, delegado del gobierno inca en el Valle del Rímac. Durante la época del virreinato, fue conocido como Palacio del Virrey o Palacio Virreinal y fue la residencia de los cuarenta virreyes del Perú. Posteriormente, albergó a los libertadores José de San Martín y Simón Bolívar, y a la mayoría de presidentes de la etapa republicana, aunque algunos de los gobernantes y libertadores residieron constantemente en el Palacio de la Magdalena, ubicado en el distrito de Pueblo Libre.
El edificio actual, diseñado por el arquitecto Ricardo de Jaxa Malachowski en 1926, fue inaugurado en 1938, durante la segunda presidencia de Óscar R. Benavides. La fachada es de estilo neobarroco de inspiración francesa, mientras que la fachada lateral, que da a la calle Palacio y donde está la puerta de entrada, es de estilo neoplateresco.

### Guardia de Honor del Palacio de Gobierno

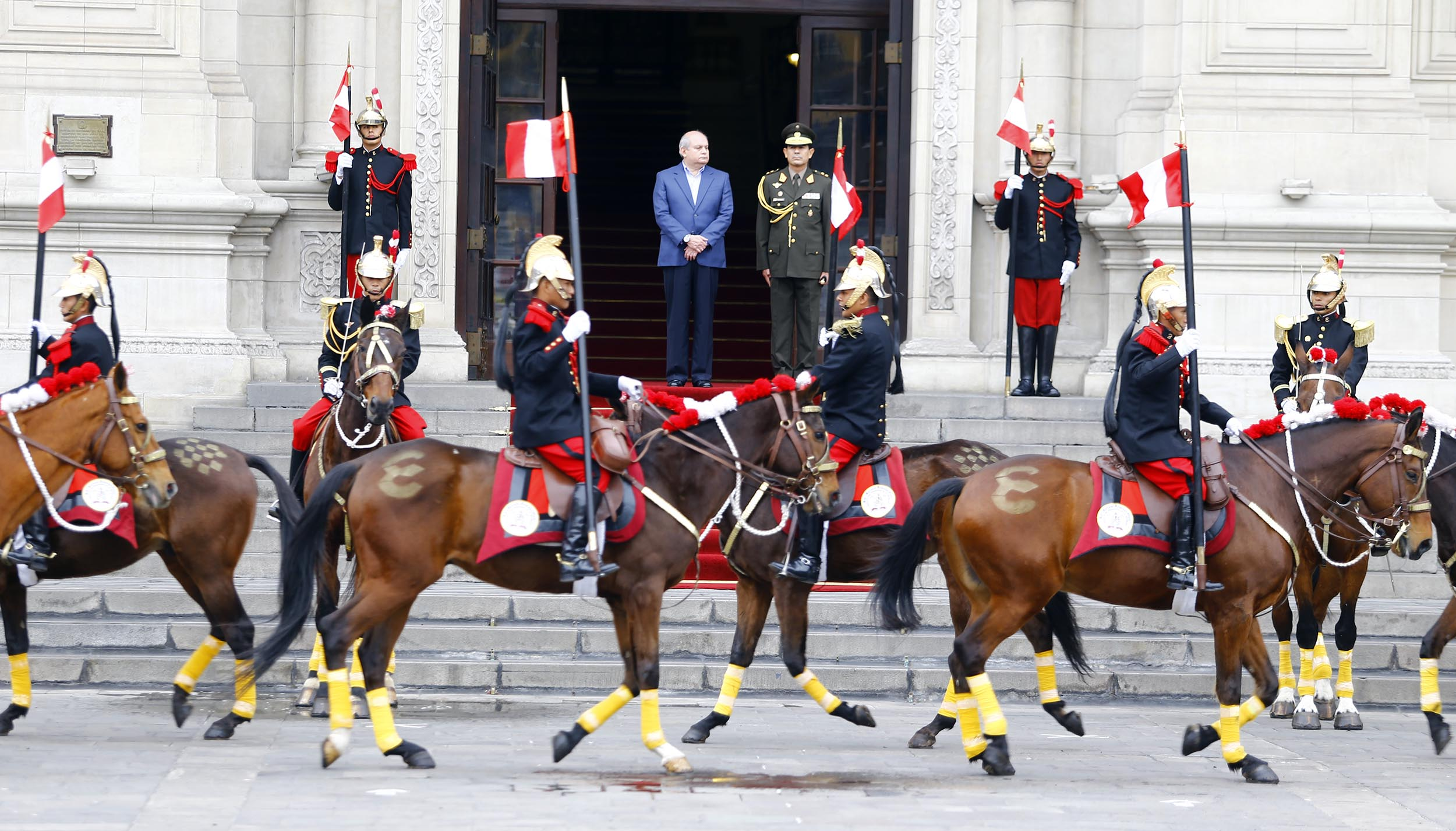
La escolta presidencial Regimiento de Caballería Mariscal Domingo Nieto durante la ceremonia del cambio de guardia.

La guardia de honor y de seguridad del palacio ha recaído sucesivamente en los siguientes Cuerpos Militares y Policiales:
- Cuerpos del Ejército, alternando con la Guardia Civil y la Gendarmería Nacional del Perú (siglo XIX).
- Batallón de Gendarmes de Infantería "Guardia Republicana del Perú" N.º 1.
- 23ª Comandancia de la Guardia Civil del Perú - Batallón de Ametralladoras de Palacio.
- 22ª Comandancia de la Guardia Civil del Perú - Tropas de Asalto - Resguardo Presidencial.
- Regimiento de Caballería de Guardias Dragones “Mariscal Domingo Nieto" Escolta del Presidente de la República
- Regimiento de Caballería "Glorioso Húsares de Junín" N.º 1 - Libertador del Perú

## Salario
El sueldo mensual del presidente de la República es de 15 500 soles. Si bien ese sueldo «tiene la más alta remuneración en el servicio de la Nación», según la Ley 28212 (de 2004) existe un límite legal de 10 Unidades Remunerativas del Sector Público (35 mil soles a 2025).
Hasta 2001, el sueldo mensual fue de 18 000 dólares, pero ese año se redujo a 12 000 dólares. En 2003, el sueldo mensual se redujo aún más, hasta los 18 900 soles (5400 dólares al cambio), pero el entonces presidente Alejandro Toledo recibió finalmente 12 813 soles y el resto del dinero se destinó al presupuesto de asistencia social. Según el diario español La Vanguardia, se trataba de uno de los salarios presidenciales más altos de Latinoamérica. En 2006, Alan García lo estableció en 15 500 soles, que en 2011 fue el noveno más alto de la región mencionada (5700 dólares al cambio).
Durante la pandemia de COVID-19 en Perú, Martín Vizcarra promulgó el Decreto de Urgencia n.º 063-2020, por el que se redujo temporalmente el sueldo y el de otros altos funcionarios del Poder Ejecutivo hasta en un 15 %.

## Expresidentes
La dignidad de expresidente de la república, fue reconocida en la Constitución para la República del Perú de 1979, la cual determinaba:

"(...) son Senadores vitalicios los expresidentes Constitucionales de la República, a quienes no se considera para los efectos del Art. 169 (quórum para la instalación del Congreso)."

En virtud de tal artículo constitucional, han sido senadores vitalicios José Luis Bustamante y Rivero (hasta su muerte), Fernando Belaúnde Terry y Alan García (hasta la crisis constitucional de 1992).
En la actualidad, los expresidentes constitucionales reciben una pensión vitalicia equivalente al sueldo de un congresista, que se suspende cuando vuelven a ejercer algún cargo público o cuando el Congreso les formulan una acusación constitucional, está última suspensión puede ser levantada únicamente si el Poder Judicial concluye que el exfuncionario es inocente. Una vez que mueren, esta se transfiere a su cónyuge sobreviviente y/o a su hijo menor de edad. En 2016, con la reducción de beneficios hacia asesores, los expresidentes solo cuentan con seguridad personal.
En 2006, Morales Bermúdez, Paniagua Corazao y Toledo Manrique en su condición de expresidentes participaron invitados al Acuerdo Nacional, foro de diálogo de las agrupaciones políticas y las instituciones de la sociedad peruana, Ollanta Humala pese a la invitación no asistió.
Dos casos son particulares, debido a cierta similitud:
- Augusto Leguía, en su tercer mandato, en el periodo del Oncenio, fue depuesto por el golpe de Estado de 1930, suceso tras el cual fue impedido de salir del país, y encarcelado por estar acusado de delitos de enriquecimiento ilícito cometidos durante su gobierno,[34] las precarias condiciones de su encarcelamiento propiciarion el requebrajamiento de su salud, muy grave fue trasladado al Hospital Naval del Callao, donde falleció.[35]
- Alberto Fujimori en su tercer mandato fue vacado del cargo por incapacidad moral, después de que fuera rechazada su renuncia desde el Japón; tras un largo proceso de extradición, afrontó en prisión acusaciones por diversos cargos, ha recibido cinco sentencias condenatorias, la más grave por crímenes de lesa humanidad.[36][37]

### Expresidentes vivos
Actualmente, hay siete expresidentes del Perú vivos. Los expresidentes más recientes en morir fueron Alberto Fujimori (1990-2000) el 11 de septiembre de 2024 a los 86 años y Francisco Morales Bermúdez (1975-1980) el 14 de julio de 2022 con 100 años.

#### Expresidentes electos que están vivos
Los expresidentes vivos, en orden de servicio, son:

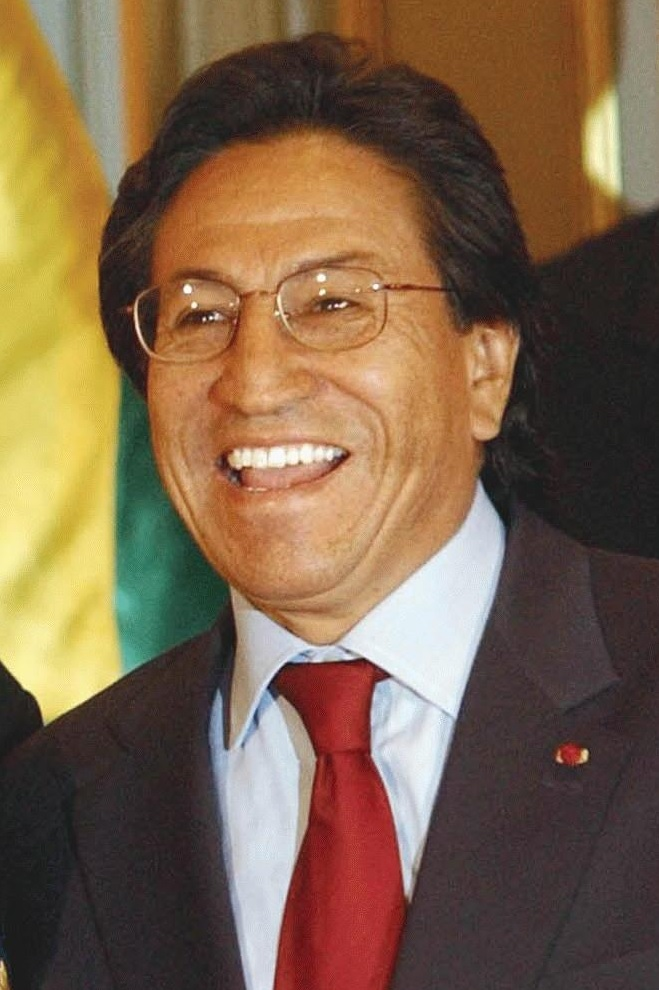
Alejandro Toledo (2001-2006) 28 de marzo de 1946 (79 años)
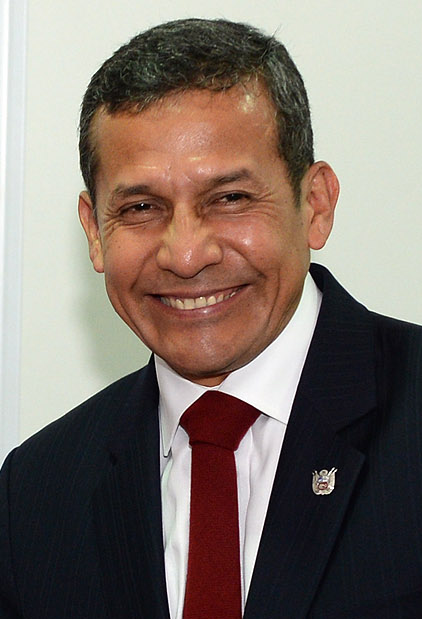
Ollanta Humala (2011-2016) 27 de junio de 1962 (63 años)
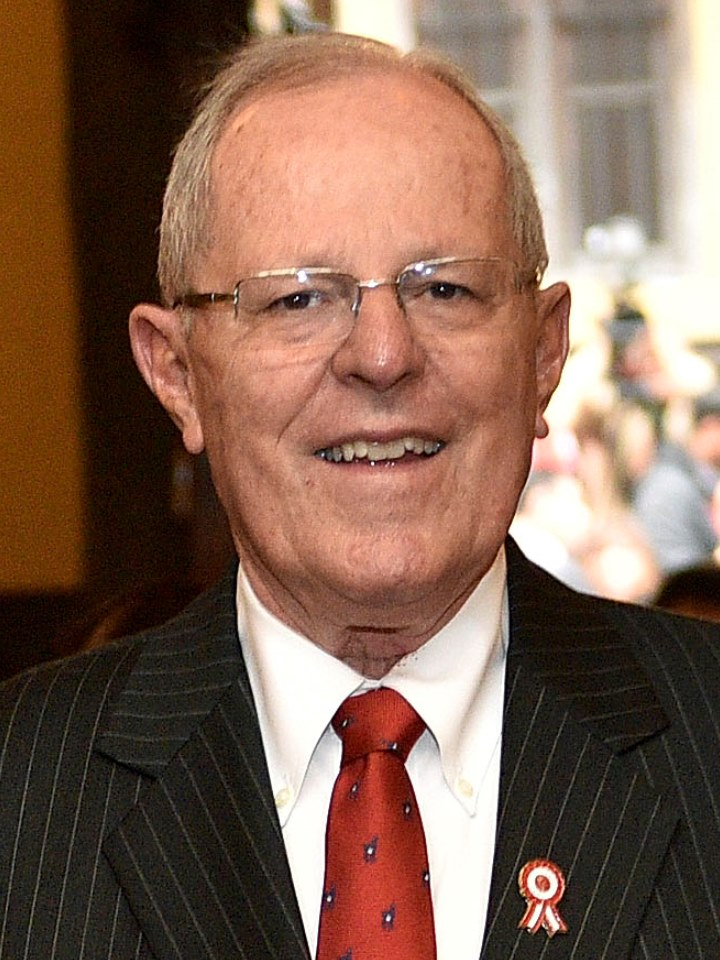
Pedro Pablo Kuczynski (2016-2018) 3 de octubre de 1938 (86 años)
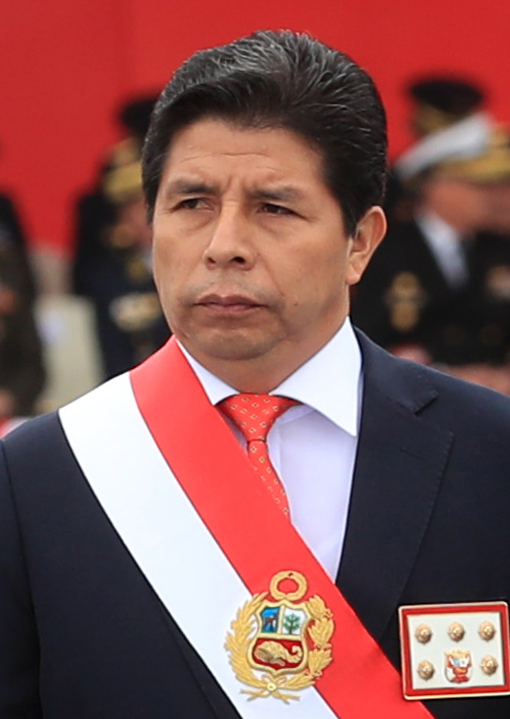
Pedro Castillo (2021-2022) 19 de octubre de 1969 (55 años)

#### Expresidentes por sucesión constitucional que están vivos

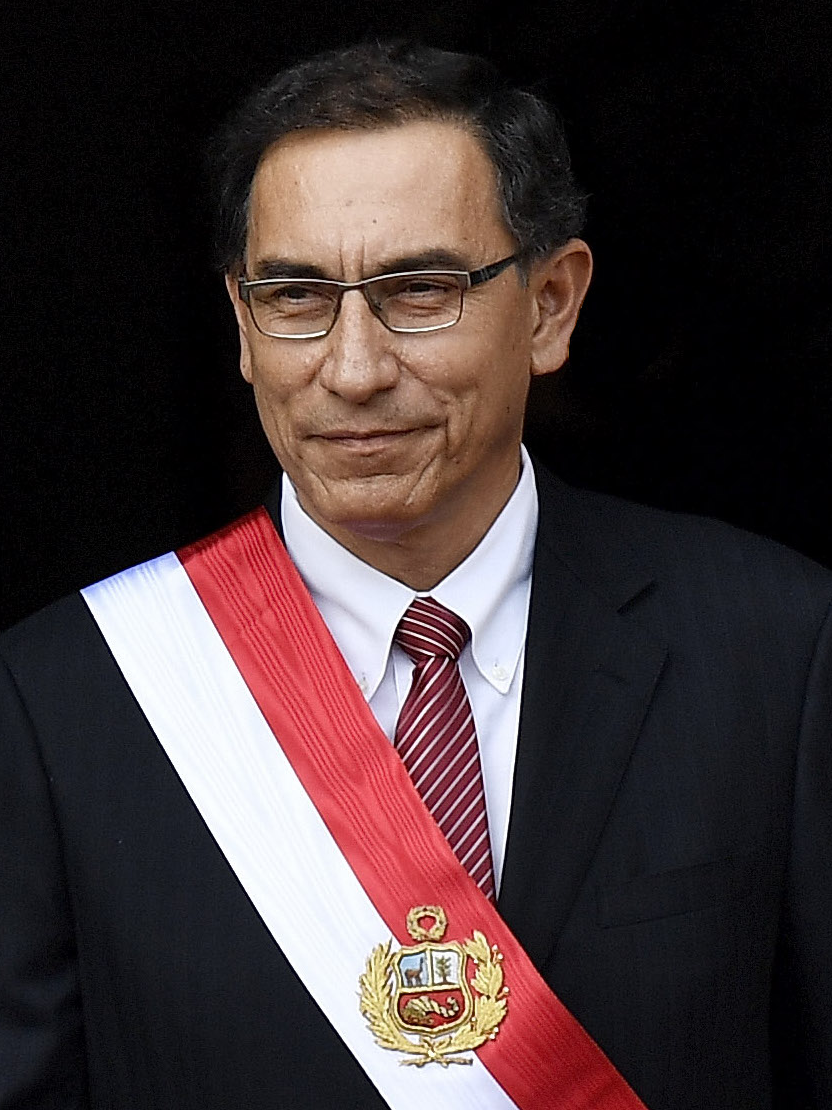
Martín Vizcarra (2018-2020) 22 de marzo de 1963 (62 años)
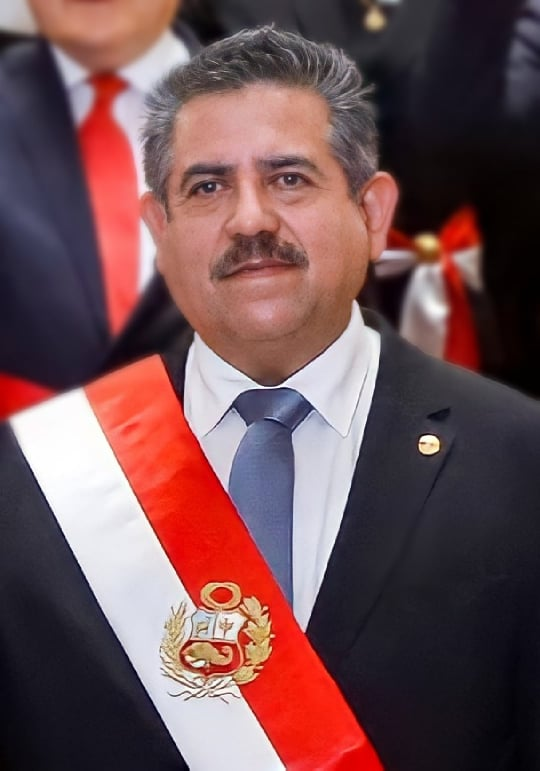
Manuel Merino (2020) 20 de agosto de 1961 (63 años)
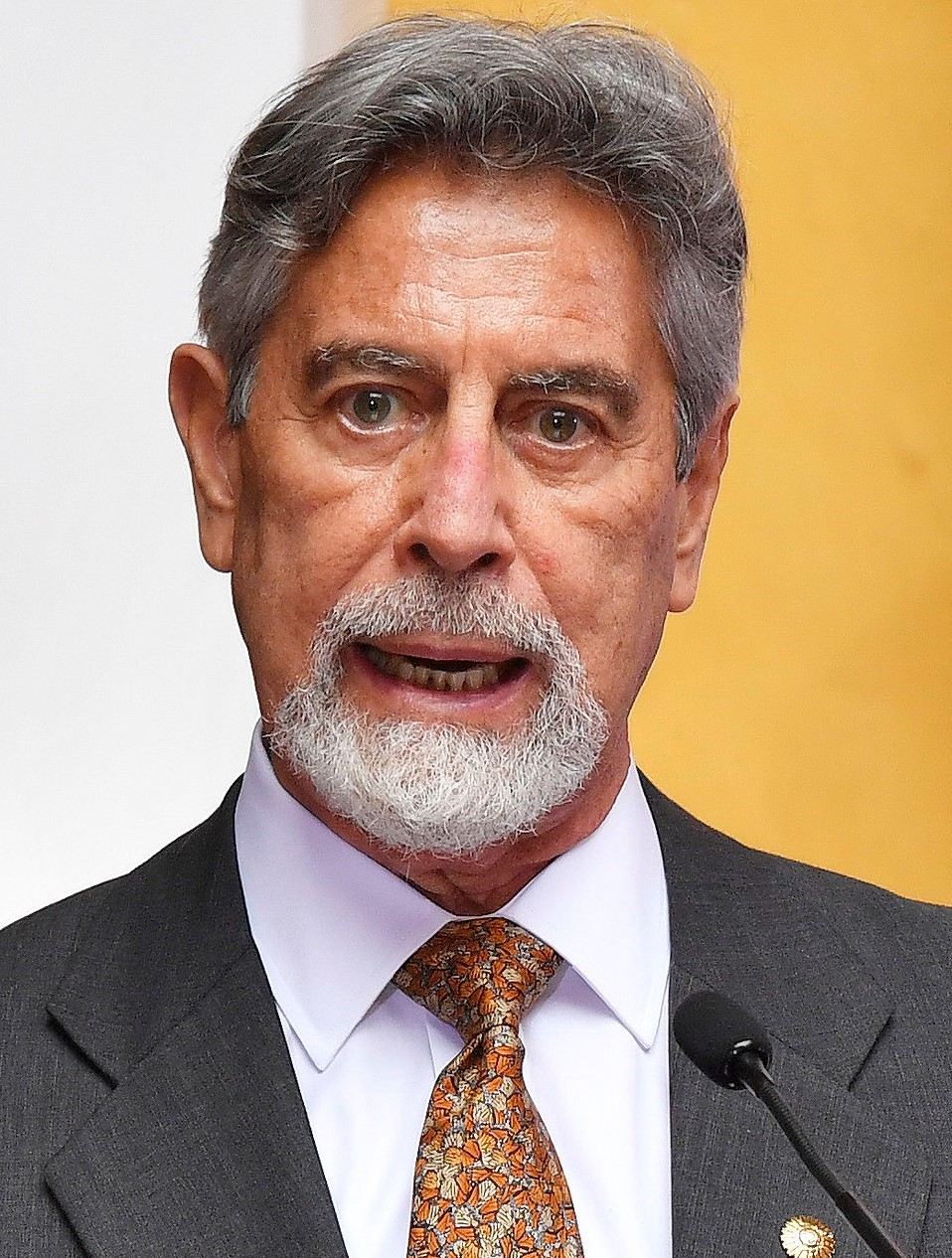
Francisco Sagasti (2020-2021) 10 de octubre de 1944 (80 años)

## Primera dama
La primera dama del Perú es el título protocolar que se concede al cónyuge del presidente de la República del Perú durante su mandato. Aunque su rol no está formalmente establecido en normas legales, ha ocupado una posición visible en la vida social y política del país, especialmente en funciones de representación, labor social y acompañamiento en actos oficiales.
Este papel es ejercido tradicionalmente por la esposa del presidente. Se empezó a usar el término creado por los ingleses y estadounidenses de «primera dama». Históricamente, cuando el presidente ha sido soltero, viudo o divorciado, o cuando su cónyuge no ha podido ejercer el rol por alguna razón, el cargo ha sido asumido por una familiar cercana, como ocurrió con Rosa Prado Garland, hija de Manuel Prado Ugarteche, o con Keiko Fujimori, hija de Alberto Fujimori. En estos casos, el rol ha continuado cumpliendo funciones protocolares y sociales, adaptado a las circunstancias personales del mandatario.
Desde mediados del siglo XX, y particularmente en contextos democráticos, el papel de la primera dama se ha ampliado para incluir iniciativas institucionales vinculadas a la inclusión social, educación, cultura y salud, con el apoyo de oficinas específicas, como el Despacho de la Primera Dama, disuelto en 2006 y reactivado posteriormente, o la externa Fundación por los Niños del Perú.

## Estadísticas
Primer presidente: José de la Riva Agüero (presidente de la República, 1823). El primer presidente constitucional de la República fue José de La Mar.
Tiempo:
- La persona que ha ocupado el poder durante más tiempo es Augusto B. Leguía: 15 años, 1 mes y 21 días. Le siguen Ramón Castilla (11 años y 8 meses) y Manuel Prado Ugarteche (11 años y 7 meses).
- El mandato presidencial más largo lo ejerció Augusto B. Leguía: con 10 años, 10 meses y 13 días (1919-1930, conocido como el Oncenio), seguido en duración por el de Alberto Fujimori con 10 años, 3 meses y 24 días (1990-2000, fujimorato).
- El período más largo de gobiernos democráticos y sucesiones constitucionales ha sido de 24 años, 8 meses y 25 días (2000-actualidad), si es que no se considera como interrupción el autogolpe de Pedro Castillo del 7 de diciembre de 2022. De considerarse esa interrupción, el periodo acabaría en esa fecha y constaría de 21 años y 15 días. El segundo periodo más largo fue de 18 años, 4 meses y 26 días (1895-1914), período enmarcado en la llamada República Aristocrática.[42]

Partido:
- El partido que durante mayor tiempo ha ocupado el poder ha sido el Partido Civil: 20 años, 3 meses y 14 días. Le siguen el Movimiento Democrático Pradista (11 años, 8 meses y 10 días), Acción Popular (10 años, 10 meses y 17 días) y el APRA (10 años).
- El partido en funcionamiento que durante mayor tiempo ha ocupado el poder democráticamente es Acción Popular: 10 años, 10 meses y 17 días; los presidentes de este partido fueron Fernando Belaúnde Terry, Valentín Paniagua Corazao y Manuel Merino de Lama. Le sigue el Partido Aprista Peruano con 10 años; el presidente de este partido fue Alan García Pérez.

Civiles, militares y religiosos:
- Hasta 1841, todos los presidentes fueron militares en actividad.
- El primer presidente civil fue Manuel Menéndez (1841).
- El primer presidente civil electo para tal cargo fue Manuel Pardo y Lavalle (1872).
- El último presidente militar en actividad ha sido Francisco Morales Bermúdez (1975). El expresidente Ollanta Humala, asumió la presidencia en 2011 como militar en retiro, a diferencia del expresidente Morales Bermúdez.
- El único presidente religioso fue Francisco Mariano Holguín, el 1 de marzo de 1931, para presidir la Junta de Gobierno de esa fecha.

Juicios e investigaciones:
Cinco expresidentes del Perú han sido juzgados y condenados tras finalizar su mandato:
- Augusto B. Leguía (1908-1912, 1919-1930): Condenado por el autodenominado Tribunal de Sanción Nacional, bajo el cargo de enriquecimiento ilícito, en 1930. Falleció tras un encierro de 14 meses en penosas condiciones, en el Hospital Naval del Callao.[34]
- Francisco Morales Bermúdez (1975-1980): Un tribunal en Italia lo sentenció a cadena perpetua por la participación de su gobierno de facto en el denominado Plan Cóndor orquestado junto con otros regímenes militares.[43] Falleció en julio de 2022, sin poder lograr cumplir su condena.
- Alberto Fujimori (1990-2000): Ha recibido cinco sentencias condenatorias, entre ellas crímenes de lesa humanidad. Tenía otros juicios en curso. Fujimori se encontraba recluido en una base policial de la Dirección de Operaciones Especiales, mismo lugar donde Pedro Castillo, Ollanta Humala y Alejandro Toledo cumplen su detención preventiva. En diciembre de 2017, fue indultado por el expresidente Pedro Pablo Kuczynski. En octubre de 2018, el indulto fue anulado y Fujimori regresó a prisión en enero de 2019. En diciembre de 2023, fue liberado debido a un fallo del Tribunal Constitucional que logró restituirle el indulto. Falleció en septiembre de 2024, víctima del cáncer de lengua.
- Ollanta Humala (2011-2016): Estuvo recluido preventivamente durante 18 meses. Es acusado junto con su esposa, Nadine Heredia, de lavado de activos en detrimento del Estado y de asociación ilícita para delinquir, actos que ambos niegan. En abril de 2025, fue sentenciado junto con Nadine Heredia, a 15 años de prisión por lavado de activos.
- Alejandro Toledo (2001-2006): Tenía una orden de detención y pedido de extradición. Se encontraba detenido por las autoridades de Estados Unidos, donde el exmandatario residía junto con su esposa, Eliane Karp. Se le acusa, entre otras cosas, de recibir un soborno millonario de la constructora brasileña Odebrecht y por comprar inmuebles con dinero ilícito cuando estaba en el poder, a nombre de su suegra. Toledo y Karp niegan las acusaciones de lavado de activos que pesan en su contra y niegan haber escapado de su país. En abril de 2023, Toledo fue extraditado al Perú, para responder por los actos de corrupción cometidos durante su mandato presidencial. En octubre de 2024, fue sentenciado a 20 años y 6 meses de prisión por el caso Lava Jato.

Actualmente, cuatro expresidentes afrontan juicios e investigaciones.
- Pedro Pablo Kuczynski (2016-2018): Investigado por el caso Odebrecht. Fue detenido el 10 de abril del 2019, y enviado posteriormente a prisión domiciliaria en mayo de ese mismo año por presunto blanqueo de capitales relacionados con su gestión como ministro de Economía y primer ministro del Gobierno de Alejandro Toledo. Actualmente se encuentra con comparecencia restringida.
- Martín Vizcarra Cornejo (2018-2020): Investigado por la declaración de un aspirante a colaborador eficaz en el caso Club de la Construcción, este manifestó que la empresa Obrainsa y su socia Astaldi le hicieron un pago ilícito de S/ 1 000 000 (un millón de soles), posteriormente tres colaboradores eficaces declararon pagos ilícitos de S/1 300 000 (un millón trescientos mil soles) realizados por funcionarios de la empresa ICCGSA a Vizcarra. Se encuentra con mandato de prisión preventiva.
- Manuel Merino (2020): Se encuentra bajo investigación preliminar por los presuntos delitos de abuso de autoridad, homicidio doloso en agravio de Inti Sotelo Camargo y Jack Bryan Pintado Sánchez, lesiones graves, lesiones leves, secuestros y desapariciones forzadas en agravio de personas a determinar, en el contexto de violación de derechos humanos durante las protestas en Perú de 2020. Actualmente se encuentra con comparecencia simple.[44]
- Pedro Castillo (2021-2022): Investigado por rebelión, conspiración y abuso de autoridad tras su intento de autogolpe de Estado. Fue detenido por su propia escolta presidencial el 7 de diciembre del 2022 luego de intentar fugarse a la embajada de México, y enviado posteriormente a prisión preventiva.

Las imputaciones contra el expresidente Alan García fueron archivadas tras su muerte en medio de las pesquisas por el caso Odebrecht. Sin embargo, los presuntos actos de corrupción ocurridos durante su mandato seguirán siendo investigados.
Presidentes exparlamentarios:
Se desempeñaron como parlamentarios antes de ser presidentes:
- El empresario Guillermo Billinghurst, a los 44 años elegido senador (1895-1899), y luego presidente del Perú.
- El ingeniero Manuel Prado Ugarteche, a los 30 años elegido diputado (1919-1921), y luego dos veces presidente del Perú.
- El arquitecto Fernando Belaúnde Terry, a los 32 años elegido diputado (1945-1948), y luego presidente del Perú en dos gobiernos.
- El abogado Alan García Pérez, a los 31 años elegido diputado (1980-1985), y luego presidente del Perú en dos ocasiones.
- El abogado Valentín Paniagua Corazao, a los 26 años elegido diputado (1963-1968), a los 43 años elegido diputado (1980-1985), a los 63 años elegido congresista (2000), y luego presidente del Perú en un gobierno transitorio en su calidad de presidente del Congreso.
- El empresario agrícola Manuel Merino, a los 40 años elegido congresista (2001-2006), a los 50 años elegido congresista (2011-2016), a los 59 años elegido congresista (2020-2021), y luego presidente del Perú en un gobierno transitorio.
- El ingeniero Francisco Sagasti, a los 76 años elegido congresista por Lima (2020-2021), luego presidente del Perú por sucesión constitucional al asumir el cargo de presidente del Congreso, tras la caída del gobierno de Manuel Merino.

Presidentes exalcaldes de Lima:
- Manuel Pardo y Lavalle ocupó la alcaldía de la capital en el periodo 1869-1870, y fue presidente en 1872-1876.
- Manuel Candamo fue alcalde Metropolitano de Lima el periodo 1876-1877, y unos años después, en 1895, presidente de la Junta Provisional de Gobierno y, en 1903-1904, presidente constitucional de la república.
- Lizardo Montero fue burgomaestre de Lima en 1879, y luego presidente provisorio durante la guerra del Pacífico, en el periodo 1881-1883.
- Guillermo Billinghurst fue alcalde en el periodo 1909-1912, y seguidamente presidente constitucional de 1912 a 1914.

Edad:
- El más joven en asumir funciones presidenciales fue Felipe Santiago Salaverry (28 años, 9 meses y 22 días).
- El presidente constitucional más joven al asumir funciones es Alan García Pérez (36 años, 2 meses y 5 días) en su primer gobierno. Le sigue Manuel Pardo y Lavalle (37 años, 11 meses y 23 días).
- El presidente con mayor edad al asumir funciones es Pedro Pablo Kuczynski (77 años, 9 meses y 25 días). Le sigue Francisco Sagasti Hochhausler (76 años, 1 mes y 7 días)

Género y estado civil:
- La primera presidenta, Dina Boluarte, asumió el cargo el 7 de diciembre de 2022 por sucesión presidencial tras el fallido autogolpe de Pedro Castillo.
- La primera candidata a presidenta fue Dora Narrea de Castillo en 1990. La primera candidata en llegar a la segunda vuelta electoral (o balotaje) ha sido Keiko Fujimori, del partido Fuerza Popular e hija del expresidente Alberto Fujimori en el 2011, 2016 y 2021.
- La gran mayoría de presidentes estaban casados al momento de asumir sus funciones.
- Siete presidentes han estado casados por segunda vez. Cinco a raíz de divorcios: Manuel Prado Ugarteche, Fernando Belaúnde Terry, Alan García, Alberto Fujimori y Pedro Pablo Kuczynski. Y dos a raíz de viudez: Augusto Leguía con María Isabel Olivera Mayo y Francisco Morales Bermúdez con Alicia Saffer Michaelsen a fines de 1999.[46]
- Un presidente se separó de su esposa durante su mandato (Alberto Fujimori de Susana Higuchi).

Fallecimiento en funciones:
- Los presidentes que han muerto en funciones han sido:
  - Felipe Santiago Salaverry en 1836 (ejecutado)
  - Agustín Gamarra en 1841 (caído en batalla)
  - Miguel de San Román en 1863 (enfermedad)
  - José Balta en 1872 (asesinado)
  - Remigio Morales Bermúdez en 1894 (enfermedad)
  - Manuel Candamo en 1904 (enfermedad)
  - Luis Miguel Sánchez Cerro en 1933 (asesinado)

Renuncia al cargo de presidente:
Han renunciado a su cargo:
- Nicolás de Piérola en noviembre de 1881 tras distintos pronunciamientos durante la guerra del Pacífico.
- Lizardo Montero en octubre de 1883 tras la invasión chilena de Arequipa durante la guerra del Pacífico.
- Miguel Iglesias en diciembre de 1885 tras la guerra civil peruana de 1884-1885.
- Andrés Avelino Cáceres en marzo de 1895 tras la guerra civil peruana de 1894-1895.
- Pedro Pablo Kuczynski en marzo de 2018 tras un segundo intento de destitución por parte del Congreso.
- Manuel Merino en noviembre de 2020 tras una jornada de intensas protestas en contra de la vacancia presidencial al entonces mandatario, Martín Vizcarra.

Vacancias y destituciones presidenciales:
- José de la Riva Agüero, fue «exonerado del mando» en junio de 1823.
- José Bernardo de Tagle, fue «despojado del mando» en febrero de 1824.
- Ricardo Pérez Godoy, fue «despojado del mando» por la Junta Militar en marzo de 1963.

El Congreso ha declarado la incapacidad moral permanente y la consecuente vacancia a los siguientes presidentes:
- Guillermo Billinghurst, en 1914, por haber convocado a elecciones parlamentarias e intentar disolver el Congreso.
- Alberto Fujimori, en noviembre del 2000, tras no dar trámite a su renuncia desde el Japón vía fax.
- Martín Vizcarra, en noviembre del 2020, segundo proceso de vacancia presidencial.
- Pedro Castillo, el 7 de diciembre del 2022, tras su intento de autogolpe de Estado.

Además, han existido intentos parlamentarios de declaratoria de incapacidad moral que han fracasado contra:
- Alberto Fujimori, por los miembros del Congreso disuelto inconstitucionalmente en el autogolpe de 1992.
- Alejandro Toledo, por la oposición aprista, la cual nunca se materializó en moción.[48]
- Pedro Pablo Kuczynski, por la oposición fujimorista, primer (2017) y segundo pedido de vacancia presidencial (2018).
- Martín Vizcarra, proceso de suspensión temporal (2019) y primer proceso de vacancia presidencial (2020)
- Pedro Castillo, por la oposición congresal, primer (2021) y segundo pedido de vacancia presidencial (2022).

Dinastías presidenciales:
Se han presentado cuatro casos de parentesco entre mandatarios:
- Los Prado: Los presidentes Mariano Ignacio Prado y su hijo Manuel Prado Ugarteche.
- Los Pardo: El presidente Manuel Pardo y Lavalle y su hijo José Pardo y Barreda.
- Los Morales Bermúdez: Los presidentes Remigio Morales Bermúdez y su nieto Francisco Morales Bermúdez.
- Los Diez Canseco-Belaúnde: El presidente Pedro Diez Canseco, cuyo bisnieto fue el presidente Fernando Belaúnde Terry.

Presidentes con nacionalidad extranjera:
- Alberto Fujimori es peruano-japonés, ambas nacionalidades de nacimiento.
- Pedro Pablo Kuczynski, cuando fue presidente ya había renunciado a su nacionalidad estadounidense.[49]
- Francisco Sagasti, obtuvo la nacionalidad costarricense por naturalización.[50]

Popularidad presidencial:
Según encuestas de su tiempo, han alcanzado altos niveles de aprobación:
- Juan Velasco: Tras la nacionalización de la empresa petrolera estadounidense IPC en 1968, la aprobación de Reforma agraria en favor de los campesinos a mediados de 1969 fue causa de que gozara de un alto nivel de aprobación popular.[52]
- Alan García: en septiembre de 1985 alcanzó 86,4 % de aprobación.
- Martín Vizcarra: en marzo de 2020 alcanzó 87 % de aprobación.
- Alberto Fujimori: en abril de 1992 alcanzó 81 % de aprobación.

Análogamente, han sufrido bajo porcentaje de aprobación:
- Miguel Iglesias: Su aprobación de secesión territorial para llegar a una paz con Chile durante la guerra del Pacífico fue una de las causantes para que, una vez fuera del poder por la guerra civil contra él, huyera al extranjero.[54]
- Alejandro Toledo Manrique: en enero de 2004 solo contaba con 7,2 % de aprobación y 89 % de desaprobación.[55]
- Alan García: en enero de 1989 tenía el 9 % de aprobación.
- Dina Boluarte: en diciembre de 2024 reportó apenas 3 % de aprobación[56][57] y en mayo de 2025, apenas 2 %.[58][59][60]  En marzo de 2025, Ipsos Perú reportó una medición de 0 % (cero por ciento) de aprobación presidencial en los departamentos del centro del país;[61]  mientras que la misma encuestadora reportó un resultado idéntico de cero por ciento en los departamentos del norte en mayo de ese mismo año.[58] Algunos medios extranjeros han reseñado el caso, calificando a Boluarte como "el presidente menos popular del mundo",[62] "la presidenta más detestada del mundo",[63] o "el líder más impopular en el mundo".[64]

Elecciones presidenciales desconocidas:
En dos ocasiones, un proceso electoral presidencial ha sido desconocido:
- Elecciones de 1936: Fue elegido Luis Antonio Eguiguren Escudero, las elecciones fueron anuladas por el Congreso de la República del Perú
- Elecciones de 1962: Fue elegido Víctor Raúl Haya de la Torre, las elecciones fueron anuladas por el Golpe de Estado de las Fuerzas Armadas del Perú

## Lista de presidentes
Desde 1821, que se inicia la vida republicana, el Perú ha sido gobernado por diferentes personajes que van desde los militares que lucharon por la independencia, aquellos que lucharon en la guerra del Pacífico, personas de la aristocracia, comandantes del ejército, representantes indígenas y líderes de diferentes partidos políticos.
La historia republicana del Perú ha estado llena de incidentes, cuartelazos, golpes de Estado y guerras civiles. No ha sido situación rara, entonces, que en determinado momento, el presidente de la república haya tenido que dejar un encargado en Palacio mientras iba a sofocar un levantamiento en el interior del país. O el hecho, también repetido, que existan dos -e incluso más- presidentes gobernando al mismo tiempo.

#### Presidentes del Perú
| Presidente                                    | Presidente            | Mandato                                                         | Periodo                                       | Cargo                                                               | Partido       | Origen     |
| --------------------------------------------- | --------------------- | --------------------------------------------------------------- | --------------------------------------------- | ------------------------------------------------------------------- | ------------- | ---------- |
|                                               | Fernando Belaúnde     | 28 de julio de 1980 - 28 de julio de 1985                       | 1980-1985                                     | Presidente Constitucional de la República                           | AP            | Elecciones |
|                                               | Alan García           | 28 de julio de 1985 - 28 de julio de 1990                       | 1985-1990                                     | Presidente Constitucional de la República                           | APRA          | Elecciones |
|                                               | Alberto Fujimori      | 28 de julio de 1990 - 5 de abril de 1992                        | 1990-1995                                     | Presidente Constitucional de la República                           | C90           | Elecciones |
| 5 de abril de 1992 - 9 de enero de 1993       | Alberto Fujimori      | Presidente del Gobierno de Emergencia y Reconstrucción Nacional | 1990-1995                                     | Autogolpe                                                           | C90           |            |
| 9 de enero de 1993 - 28 de julio de 1995      | Alberto Fujimori      | Presidente Constitucional de la República                       | 1990-1995                                     | Ratificación                                                        | C90           |            |
| 28 de julio de 1995 - 28 de julio de 2000     | Alberto Fujimori      | 1995-2000                                                       | Presidente Constitucional de la República     | Elecciones                                                          | C90           |            |
| 28 de julio de 2000 - 21 de noviembre de 2000 | Alberto Fujimori      | 2000-2005                                                       | Presidente Constitucional de la República     | Elecciones                                                          | C90           |            |
|                                               | Valentín Paniagua     | 2000-2005                                                       | 22 de noviembre de 2000 - 28 de julio de 2001 | Presidente Constitucional de la República (Presidente del Congreso) | AP            | Sucesión   |
|                                               | Alejandro Toledo      | 28 de julio de 2001 - 28 de julio de 2006                       | 2001-2006                                     | Presidente Constitucional de la República                           | PP            | Elecciones |
|                                               | Alan García           | 28 de julio de 2006 - 28 de julio de 2011                       | 2006-2011                                     | Presidente Constitucional de la República                           | APRA          | Elecciones |
|                                               | Ollanta Humala        | 28 de julio de 2011 - 28 de julio de 2016                       | 2011-2016                                     | Presidente Constitucional de la República                           | PNP           | Elecciones |
|                                               | Pedro Pablo Kuczynski | 28 de julio de 2016 - 23 de marzo de 2018                       | 2016-2021                                     | Presidente Constitucional de la República                           | PPK           | Elecciones |
|                                               | Martín Vizcarra       | 23 de marzo de 2018 - 9 de noviembre de 2020                    | 2016-2021                                     | Presidente Constitucional de la República (1.º Vicepresidente)      | Independiente | Sucesión   |
|                                               | Manuel Merino         | 10 de noviembre de 2020 - 15 de noviembre de 2020               | 2016-2021                                     | Presidente Constitucional de la República (Presidente del Congreso) | AP            | Sucesión   |
|                                               | Francisco Sagasti     | 17 de noviembre de 2020 - 28 de julio de 2021                   | 2016-2021                                     | Presidente Constitucional de la República (Presidente del Congreso) | PM            | Sucesión   |
|                                               | Pedro Castillo        | 28 de julio de 2021 - 7 de diciembre de 2022                    | 2021-2026                                     | Presidente Constitucional de la República                           | PL            | Elecciones |
|                                               | Dina Boluarte         | 7 de diciembre de 2022 - En funciones                           | 2021-2026                                     | Presidenta Constitucional de la República (1.º Vicepresidente)      | Independiente | Sucesión   |

## Adenda
A continuación, se menciona a quienes juraron como presidentes de Perú, producto de una crisis política, pero no llegaron a gobernar.

### Máximo San Román

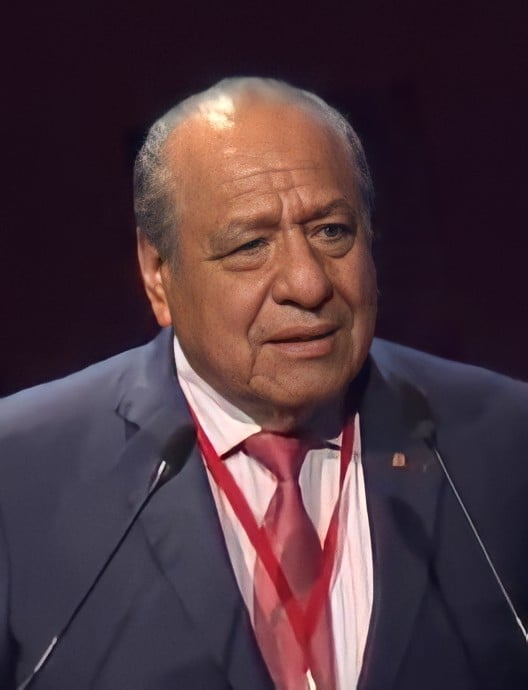
Máximo San Román juró como presidente constitucional.

Máximo San Román fue vicepresidente constitucional de la república entre 1990 y 1992, además de senador y presidente del Congreso. Producido el autogolpe del 5 de abril de 1992 y la crisis constitucional subyacente, el disuelto Senado —que siguió sesionando— destituyó por incapacidad moral al presidente en funciones Alberto Fujimori, nombrando por ende al vicepresidente como presidente constitucional. El primer vicepresidente, días después, juró en el Colegio de Abogados de Lima ante Felipe Osterling y con la banda presidencial del exmandatario Fernando Belaúnde. Los senadores consideran que la ceremonia se realizó en estricta legalidad con respecto al marco legal entonces vigente. Aunque fue mayoritariamente desconocida. A la larga, el nombramiento no fue reconocido, San Román nunca ejerció funciones reconocidas y hasta el momento no ha sido considerado como expresidente —razón por la que no figura en la lista de presidentes—. En 2006 fueron encontrados los documentos y actas de las sesiones realizadas por el disuelto Congreso, incluyendo la designación, y el pedido fue hecho formalmente por un grupo de exsenadores a la presidenta del Congreso para su aprobación por el pleno. Hasta ahora no ha habido decisión al respecto. San Román ha evitado pronunciarse sobre el asunto. Su período nominal se habría realizado entre el 21 de abril de 1992, día de su juramentación, y el 6 de enero de 1993, día en que el Congreso Constituyente Democrático nombra a Alberto Fujimori presidente constitucional de la república.

### Mercedes Aráoz Fernández

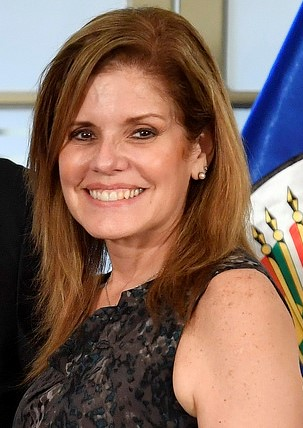
Mercedes Aráoz juró como presidenta en funciones.

Mercedes Aráoz fue vicepresidenta constitucional de la república entre 2016 y 2020, además de congresista y presidenta del Consejo de Ministros. Llegó con Pedro Pablo Kuczynski, hasta la renuncia de este último el 21 de marzo de 2018, el ascenso de Martín Vizcarra y la crisis política, mantuvo una relación difícil con el nuevo presidente especialmente en la disolución del Congreso de la República el 30 de septiembre de 2019, el disuelto Congreso no reconoció lo estipulado e inició un proceso de suspensión temporal contra Martín Vizcarra por 12 meses, Araóz juró a la izquierda del presidente del Congreso Pedro Olaechea como «presidenta en funciones», término inexistente y no contemplado en la Constitución, a pesar del incipiente conflicto, al día siguiente renunció de su puesto vicepresidencial y de las funciones presidenciales. El 14 de enero de 2020, el Tribunal Constitucional del Perú reconoció como legal la disolución y sin valor toda acción posterior del Congreso, por lo que todo lo realizado por la vicepresidenta quedó completamente sin valor, y su renuncia también quedó en espera para ser resuelto por el Congreso Extraordinario de 2020. Si se hubiera avalado la acción del disuelto Congreso, Mercedes Aráoz hubiera sido la primera presidenta del Perú.